# Brazil Nemzeti Múzeum
A Brazil Nemzeti Múzeum (portugálul: Museu Nacional) Brazília elsődleges és legidősebb múzeuma. A Rio de Janeiró-i Quinta da Boa Vista parkban, a Szent Kristóf-palotában (Paço de São Cristóvão) található múzeum az amerikai kontinens egyik leggazdagabb természetrajzi, néprajzi és régészeti gyűjteményével rendelkező tudományos intézménye. A palota a portugál királyi család rezidenciájaként szolgált 1808 és 1821 között, majd a brazil császári családnak adott otthont 1822 és 1889 között. 1889–1891 között a palotában ülésezett a köztársasági alkotmánygyűlés. A neoklasszicista épület 1892-ben lett az 1818-ban alapított múzeum otthona, majd 1938-ban műemlékké nyilvánították.
Az 1818. június 6-án, VI. János portugál király által alapított „Királyi Múzeum” eredetileg a Campo de Santana parkban állt, és az 1784-ben Luís de Vasconcelos e Sousa alkirály alapított Casa dos Pássaros (Madarak háza) gyűjteményét, illetve ásványtani és állattani gyűjteményeket állított ki. A Királyi Múzeum alapításának az volt a célja, hogy elősegítse az ország társadalmi és gazdasági fejlődését azáltal, hogy az oktatást, a kultúrát és a tudományokat széles körben terjeszti. A 19. században az intézmény már Dél-Amerika legfontosabb ilyen jellegű múzeumaként volt számon tartva. 1946-ban a Rio de Janeiró-i Szövetségi Egyetem része lett.
A múzeum több mint 20 millió tárgyból álló gyűjteménnyel rendelkezik, amely magába foglalja az ország legjelentősebb természetrajzi és antropológiai tárgyi anyagát, illetve számos olyan elemet, amely a világ távoli tájiról, más kultúráktól vagy éppen antik civilizációktól származik. Fennállásának két évszázada során felfedezőutak, régészeti ásatások, vásárlások, adományozások és cserék révén bővült az intézmény állománya, amelyet hét főbb csoportra osztottak: geológia, paleontológia, növénytan, állattan, biológiai antropológia, régészet és néprajz. A múzeum akadémiai részlegeinek feladata, hogy az ország területén (és a világ más területein, köztük az Antarktiszon is) a szakiránynak megfelelő kutatásokat elvégezzék. Az intézményben található Brazília egyik legnagyobb tudományos könyvtára is, melyben több mint 470 000 kötet és 2400 ritka mű kapott helyet.
Az állandó és időszakos kiállítások bemutatása mellett a múzeum oktatási intézményként is működött, különböző szakirányú képzéseket szervezett az érdeklődők számára. Az intézmény kötelékébe tartozik a Paço de São Cristóvão szomszédságában található botanikus kert (Horto Botânico), illetve az Espírito Santo állami Santa Teresa városában a Santa Lúcia Biológiai Állomás, amelyet a Prof. Mello Leitão Biológiai Múzeummal közösen működtetnek. Egy harmadik helyszín is tartozik a Nemzeti Múzeumhoz, amely Saquarema városában található, ez a terepmunkák logisztikai központjaként működik. Fontos tevékenysége a múzeumnak a kiadói munka is: az Archivos do Museu Nacional Brazília legidősebb tudományos lapja, amely 1876 óta jelenik meg.
A múzeumnak otthont adó palota 2018. szeptember 2-án éjszaka leégett. Becslések szerint a tűzvészben a gyűjtemény 90%-a megsemmisült. Az esetet követően a romokat egy 5000 m² területű fém tetőszerkezettel fedték le, és a helyszínt régészeti területté nyilvánították.

## Története

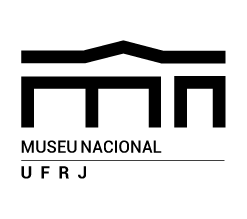
A múzeum logója

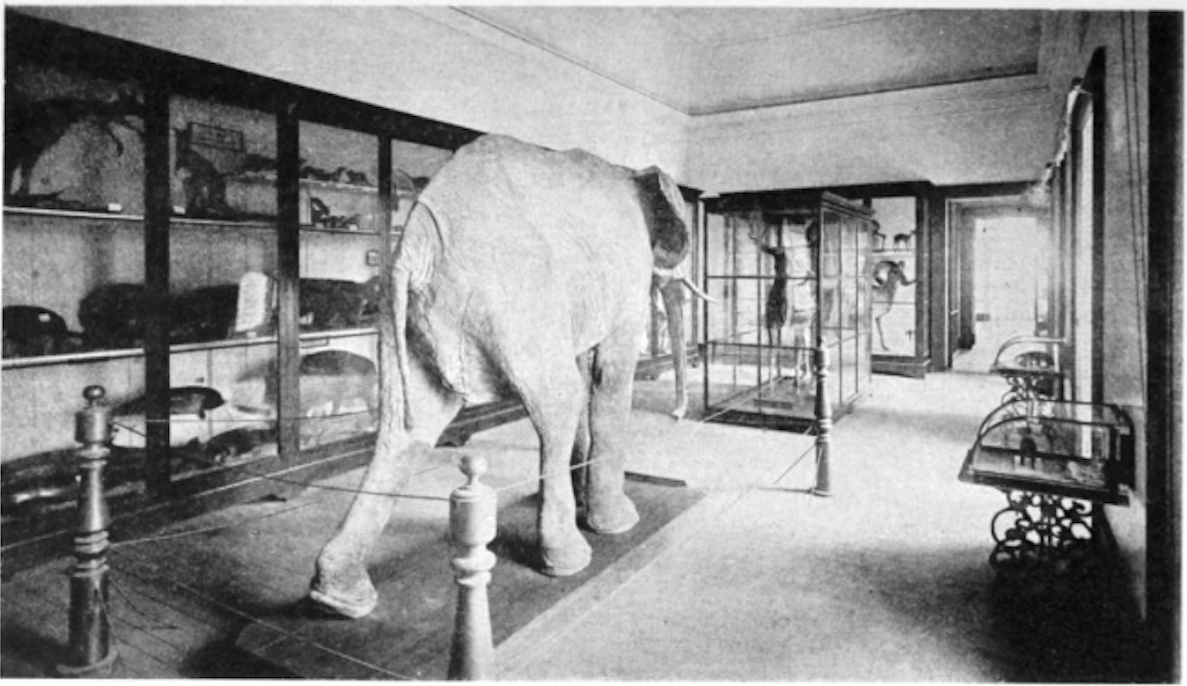
A Spix terem 1905 körül

A Brazil Nemzeti Múzeumot VI. János Királyi Múzeumként alapította 1818-ban, hogy elősegítse a Portugália, Algarves és Brazília Egyesült Királyságához tartozó Brazil Királyság tudományos megismerését. A múzeum kezdetben botanikai és állattani kiállítási darabokat mutatott be. Ezek között jelentős volt a madártani gyűjtemény, ezért az intézmény Rio de Janeiro belvárosában álló első épületét a köznyelvben Casa dos Pássaros-nak, Madarak Házának nevezték. Ezt 1784-ben Luís de Vasconcelos e Sousa alkirály hozta létre.
A király legidősebb fiának, I. Péter brazil császárnak és Habsburg–Lotaringiai Máriának házasságkötése után a múzeum egyre több európai természettudóst vonzott (Maximilian zu Wied-Neuwied, Johann Baptist von Spix, Carl Friedrich Philipp von Martius). A gyűjtemény bővítéséhez olyan, az országot kutató európai tudósok is hozzájárultak, mint Augustin Saint-Hilaire vagy Langsdorff báró.
II. Péter hatására a 19. század végén a múzeum nyitott az antropológiai, paleontológiai és régészeti területek felé is. Az uralkodó, aki szenvedélyes műkedvelő kutató és a tudományok lelkes támogatója volt, több gyűjtemény adományozójaként vett részt az intézmény bővítésében. Külföldi utazásairól számos ókori egyiptomi művészeti alkotást, botanikai és őslénytani leleteket hozott, melyeket a múzeumnak adományozott.
A császár tudatában volt annak, hogy az országban hiány van tudósokból, ezért külföldi szakembereket hívott dolgozni a múzeumba. Az első érkező Ludwig Riedel német botanikus volt, aki Langsdorff báró híres Mato Grossó-i expedíciójában is részt vett 1826 és 1828 között. Őt további tudósok követték: a német kémikus, Theodor Peckolt és az amerikai geológus és paleontológus, Charles Frederick Hartt. Az elkövetkező években a múzeum egyre ismertebb lett, miután olyan külföldi kutatók érkeztek, akik tudományos elismerést kívántak szerezni brazíliai munkájukkal (Fritz Müller, Hermann von Ihering, Carl August Wilhelm Schwacke, Orville Adalbert Derby, Émil August Goeldi, Louis Couty stb.) A császár trónfosztása után azonban ezeket a tudósokat a múzeum igazgatója, Ladislau Netto kirúgta.
Az uralkodó az 1889-es trónfosztás után is igen népszerű volt, ezért a köztársaságpártiak igyekeztek a császárra emlékeztető szimbólumokat eltüntetni. Ilyen jelkép volt a Paço de São Cristóvão, a hivatalos uralkodói rezidencia is a Quinta da Boa Vista parkban. Ezért a megüresedő palotát 1892-ben a Nemzeti Múzeumnak adták, és minden értéket, gyűjteményt és a kutatókat is átköltöztették ebbe az épületbe.
1946-ban a múzeum vezetését a Brazíliai Egyetemre bízták. Ennek jogutódja a Rio de Janeiró-i Szövetségi Egyetem, amelynek keretén belül működik ma a múzeum.

### Pénzügyi nehézségek

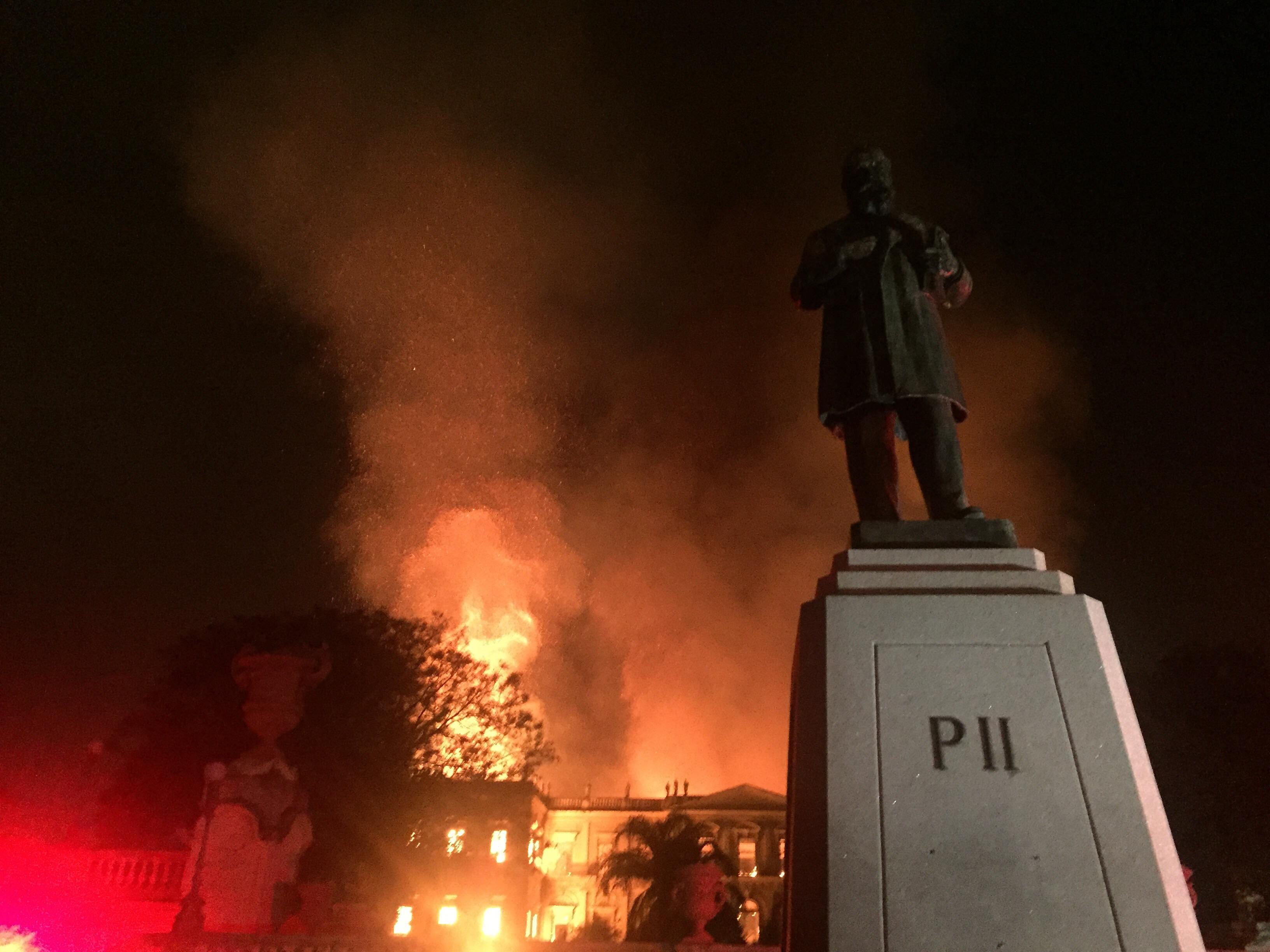
Az égő múzeum II. Péter szobra mögött

2014-től a múzeum költségvetését csökkentették, és így csak évi 520 000 realból gazdálkodhatott. Az intézmény költségvetése olyan alacsony volt, hogy egy-egy műtárgyra csak 0,01 dollár jutott. Az épület állapota is jelentősen romlott, lehulló épületelemek, kilógó vezetékek és termeszek is gondot okoztak. 2018 júniusában, a múzeum 200. évfordulójakor az épület közel állt a teljes elhanyagoltság állapotához. A Világbank felajánlotta, hogy 80 millió dollárért megvásárolja a múzeumot, azonban ezt az ajánlatot visszautasították, mivel így az kikerült volna az egyetem tulajdonából.

### 2018-as tűzvész

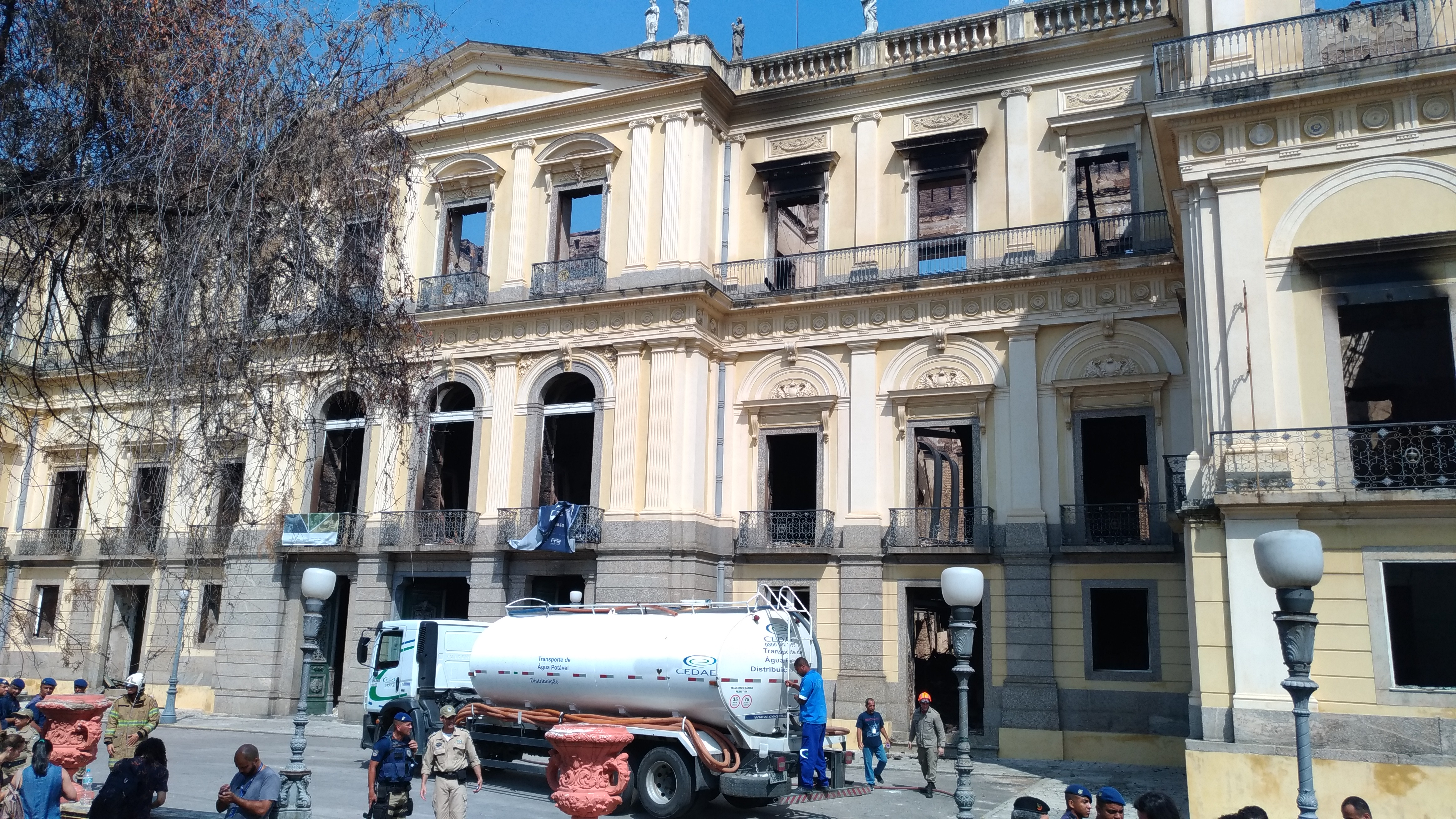
A múzeum épülete a tűzvész után

2018. szeptember 2-án este tűz ütött ki az épületben, majd az éjszaka folyamán a múzeum szinte teljes egészében leégett. Bár a gyűjtemény pár elemét sikerült megmenteni, becslések szerint a 20 milliós állomány mintegy 90%-a megsemmisült a tűzben. A más épületekben raktározott tárgyak nem sérültek meg. A tűzoltók munkáját vízhiány nehezítette, ugyanis a két legközelebbi tűzcsapban nem volt víz, ezért a közeli tóból tartályautókkal kellett vizet szállítani az oltáshoz. A városi vízművek szerint a csapokban ugyan volt víz, azonban a nyomás nem volt elegendő, mivel az épület egy dombon található.
Sérgio Sá Leitão kulturális miniszter a tűz két lehetséges okaként rövidzárlatot, illetve egy tetőre hulló papír hőlégballont nevezett meg.
Kritikusok „tűzcsapdának” nevezték a múzeumnak otthont adó épületet, szerintük az eset megjósolható volt, de elkerülhető lett volna.

## Gyűjteménye

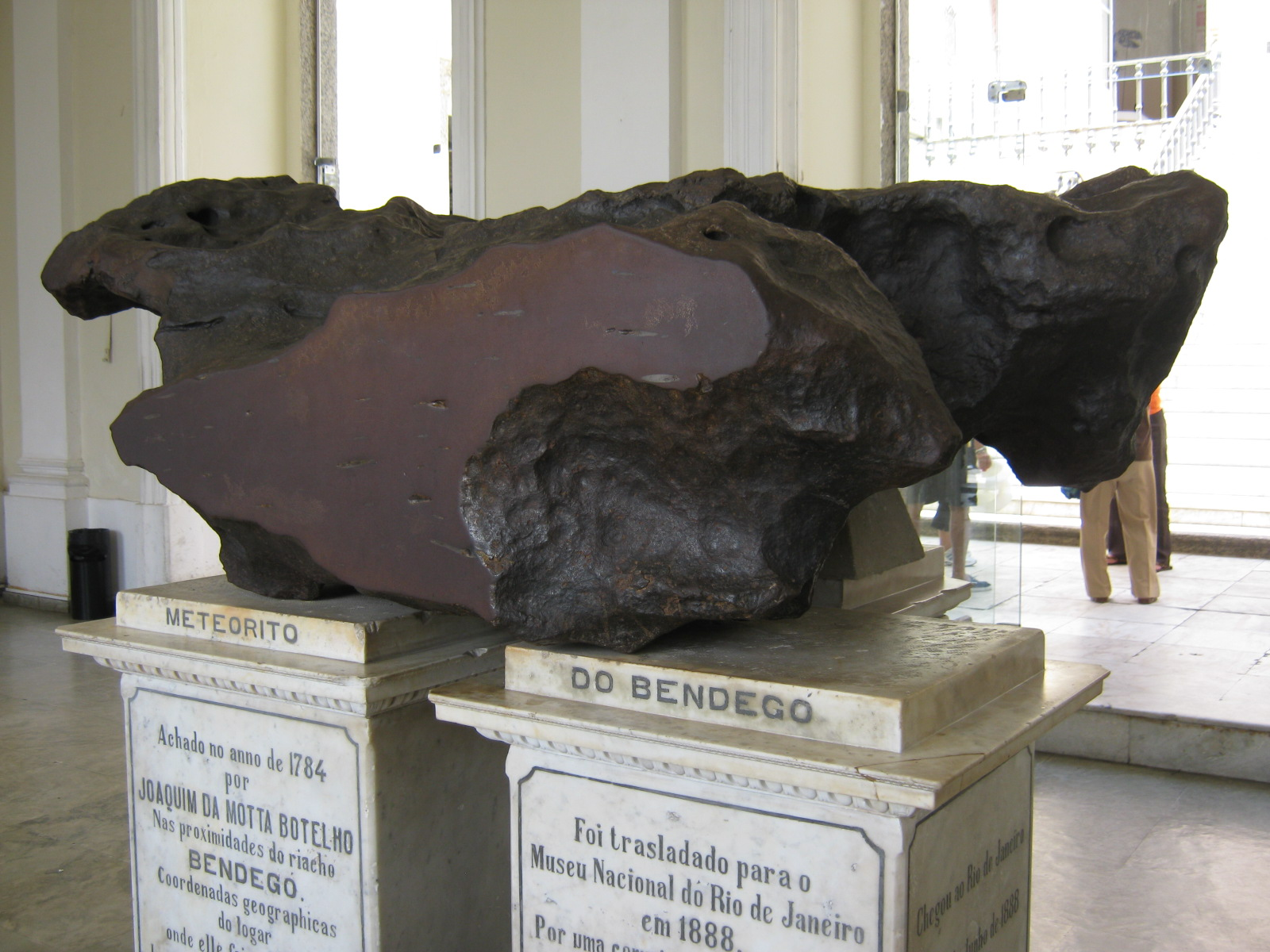
A 2018-as tűzvészt átvészelő Bendegó-meteorit

A múzeum az amerikai kontinens egyik legnagyobb és legváltozatosabb gyűjteményével rendelkezik, amelyben többek között állatok, rovarok, ásványok, meteoritok, fosszíliák, bennszülött népek eszközei, dél-amerikai régészeti leletek és egyiptomi múmiák is megtalálhatóak.
A múzeum egyik legismertebb tárgya az 1784-ben felfedezett Bendegó-meteorit, amely több mint 5000 kilogrammot nyom.

### Régészet
A régészeti gyűjtemény több mint 100 000 elemből áll, amelyek a őskőkorszaktól a 19. századig különböző amerikai, európai, közel-keleti és afrikai civilizáció tárgyi lenyomatai. A gyűjtemény négy jelentősebb részre van felosztva: ókori Egyiptom, mediterrán kultúrák, prekolumbiánus régészet és prekolumbiánus brazil régészet. Utóbbit rendszerszerűen gyűjtötték 1867 óta, és ez a legnépesebbike az archeológiai részlegnek. Ugyanakkor ez a legfontosabb ilyen jellegű múzeumi állomány a világon, mivel átfogó módon lefedi a Cabral előtti brazil történelmet, és az ország régészeti anyagának néhány legjelentősebb leletét is tartalmazza. A gyűjtemény tudományos jelentőségét az is mutatja, hogy az itt tárolt anyagra számos alapkutatás, doktori disszertáció és monográfia épült.

#### Ókori Egyiptom
Több mint 700 elemével a múzeum egyiptológiai gyűjteménye Latin-Amerika egyik legnagyobb és legrégebbi ilyen jellegű állománya. A tárgyak többsége 1826-ban került be az intézménybe, amikor Nicolau Fiengo kereskedő Marseille-ből olyan egyiptomi tárgyakat hozott, amelyek a neves olasz kutató, Giovanni Battista Belzonitól származtak. Belzoni a thébai nekropolisz és a karnaki templom ásatásainak irányítója volt.
A gyűjtemény eredeti célországa Argentína volt, és valószínűleg Bernardino Rivadavia elnök, a Buenos Aires-i Egyetem megalapítója és a múzeumok lelkes támogatója rendelte meg. Azonban egy, a La Plata folyón létrejött blokád miatt Fiengo nem folytathatta útját, és kénytelen volt visszafordulni Montevideóból Rio de Janeiróba, ahol a tárgyakat árverésre bocsátotta. I. Péter 5 millió reálért megvásárolta az egész gyűjteményt, és a Nemzeti Múzeumnak adományozta azt. Egyes felvetések szerint az uralkodó cselekedetét nagyban befolyásolta egy korabeli politikus, José Bonifácio de Andrada, aki a korai brazil szabadkőművesség jelentős személyisége volt, és a mozgalom nagy érdeklődést mutatott az egyiptomi ikonográfia iránt.

Az I. Péter által megalapozott gyűjteményt fia, II. Péter császár tovább gazdagította, aki műkedvelő egyiptológus és régészeti, illetve néprajzi tárgyak lelkes gyűjtője volt. Ő adományozta a múzeum egyik legjelentősebb egyiptomi tárgyát, a sokszínű, fából készült szarkofágot, amely Ámon isten énekesének, Saamonenszunak koporsója volt. A harmadik átmeneti korból származó szarkofágot 1876-ban Iszmáíl egyiptomi alkirály ajándékozta a brazil császárnak, aki akkor látogatott el másodszor Egyiptomba. A műtárgy egyike azon kőkoporsóknak, amelyeket soha nem nyitottak ki, és a benne megtalálható az énekes múmiája. Az egyiptomi gyűjteményt vásárlások, adományozások révén tovább bővítették, így az a 20. század elejére olyan jelentőségűvé vált, hogy a világ egyiptológus kutatói is felfigyeltek rá. Az egyik ilyen tudós, Alberto Childe, aki 1912 és 1938 között a múzeum régészeti részlegének őre volt, 1919-ben megjelentette A Nemzeti Múzeum Klasszikus archeológiai gyűjteményének kalauza című kiadványt.

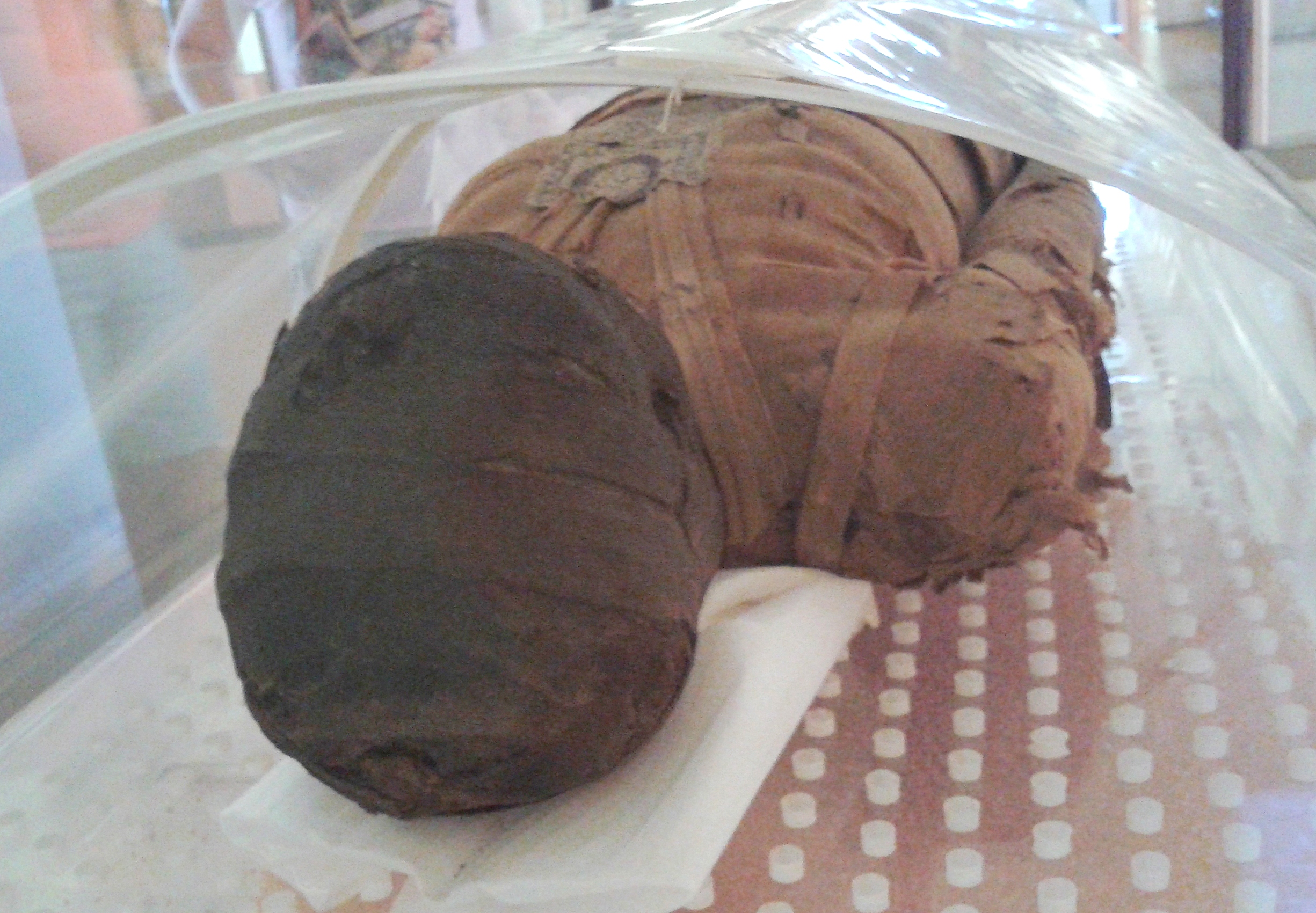
„Kherima hercegnő” múmiája (Kr. u. 1.-3. század)

Saamonenszu szarkofágja mellett három hasonlót őriz még a múzeum. A harmadik átmeneti korból és az azt követő időszakból származnak Ámon papjainak (Hori, Pesztjef, Harsziésze) síremlékei. Ezek mellett a gyűjteményben négy felnőtt és két gyermek múmiáját, illetve több állat (íbiszek, macskák, halak, krokodilok) szarkofágját és múmiáját is őrzik. Az emberi múmiák között legjelentősebb a római korból származó női múmia, melynek egyedisége az igen ritka preparálási technikában rejlik. A világon csak nyolc ehhez hasonló módszerrel tartósított múmia létezik. A „Nap hercegnőjének” vagy „Kherima hercegnőnek” nevezett múmia testrészeit és kezeinek, illetve lábainak ujjait külön-külön bepólyázták és festett csíkokkal kidíszítették. „Kherima hercegnő” egyike a múzeum legnépszerűbb tárgyainak, amelyhez az 1960-as években állítólag parapszichológikus tapasztalások és tömeges transzok is kapcsolódtak. A múmia inspirálta a rózsakeresztes Everton Ralph A múmia titka (O segredo da múmia) című romantikus regényét is.
A több tucatból álló fogadalmi és temetési sztélék gyűjteménye többnyire a harmadik átmeneti korból és a későkorból származnak. A Bibliában és a mári táblákon is szereplő szemita eredetű címekkel ellátott Raia- és Haunefer-sztélék kiemelkednek ebből a gyűjteményből. Jelentős még egy befejezetlen sztélé, amelyet Tiberiusnak ajánlottak. A múzeum usébti (szolgaszobor) gyűjteményében olyan szobrok találhatóak, amelyeket I. Széthi fáraó Királyok völgybeli sírjából ástak ki. A ritkaságok között említhető egy fiatal nő mészkőszobra az újbirodalom idejéről, amelyet fején kúpos balzsamos tállal ábrázoltak. Ez az ábrázolásmód szinte kizárólag csak domborművekre és festményekre jellemző. Az egyiptomi gyűjteményben domborművek, maszkok, bronzból, kőből és fából faragott istenszobrok (Ptah, Szokar, Ozirisz), kanópuszedények, alabástrom tálak, ékszerek, sírkúpok és amulettek is találhatóak.

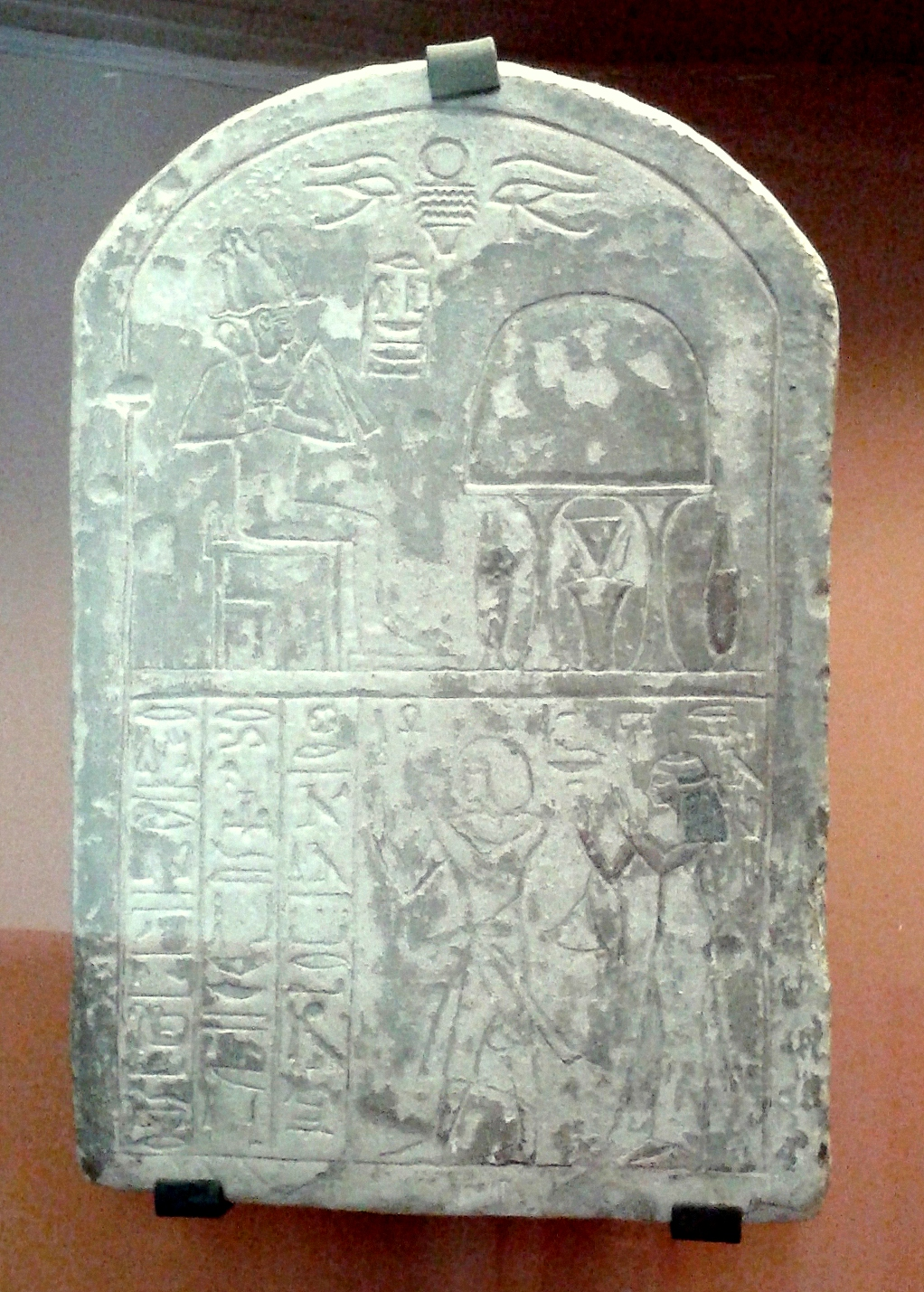
Raia sztéléje (XIX. dinasztia)
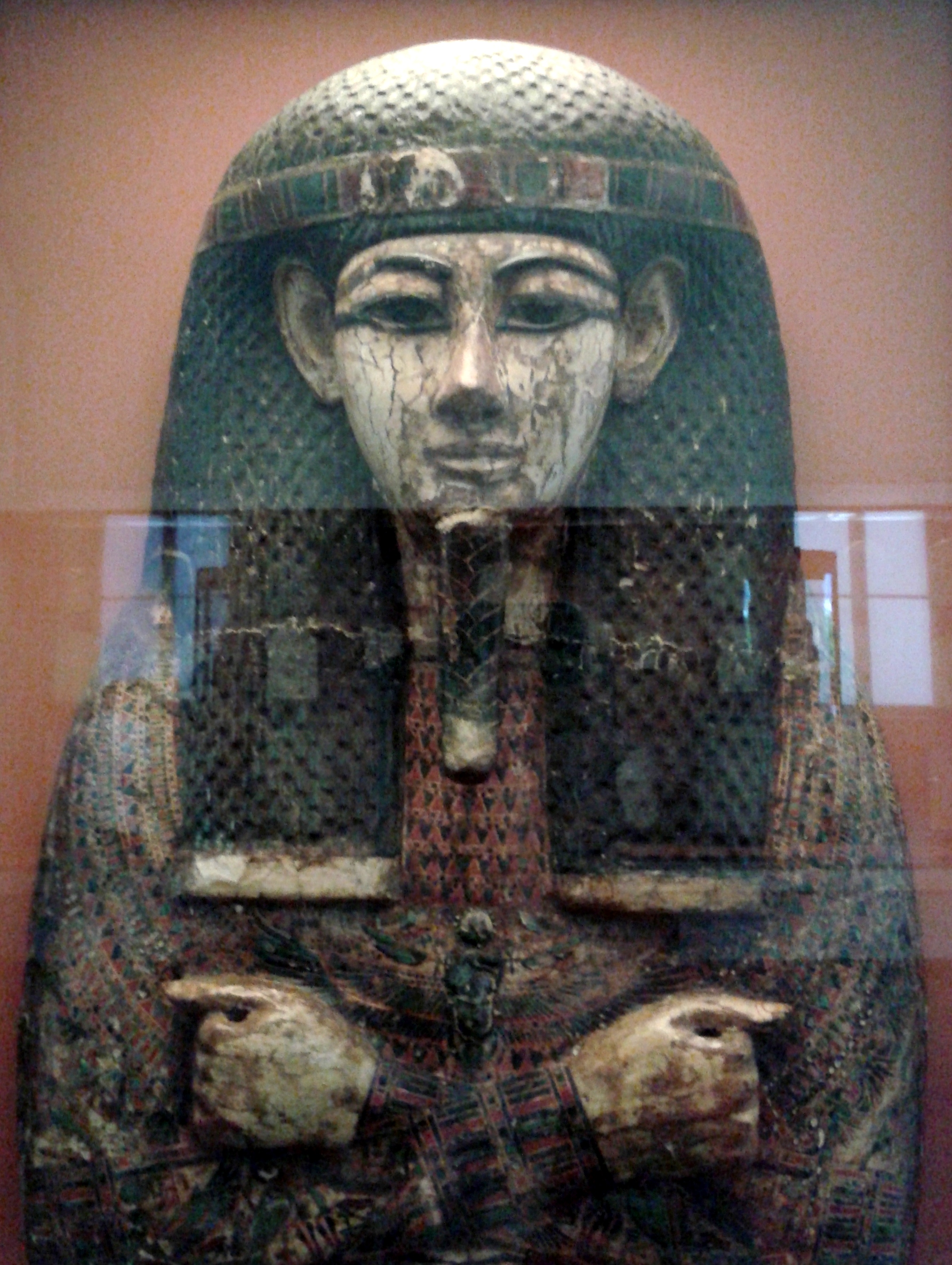
Hori szarkofágja. (XXI. dinasztia)
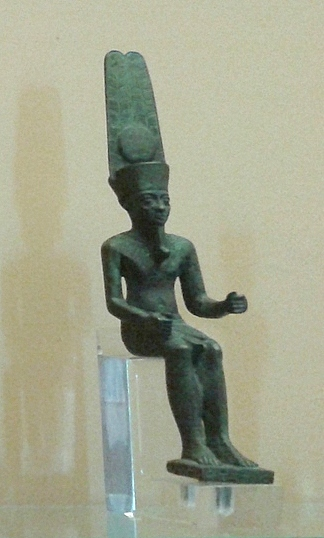
Ámont ábrázoló bronz szobrocska
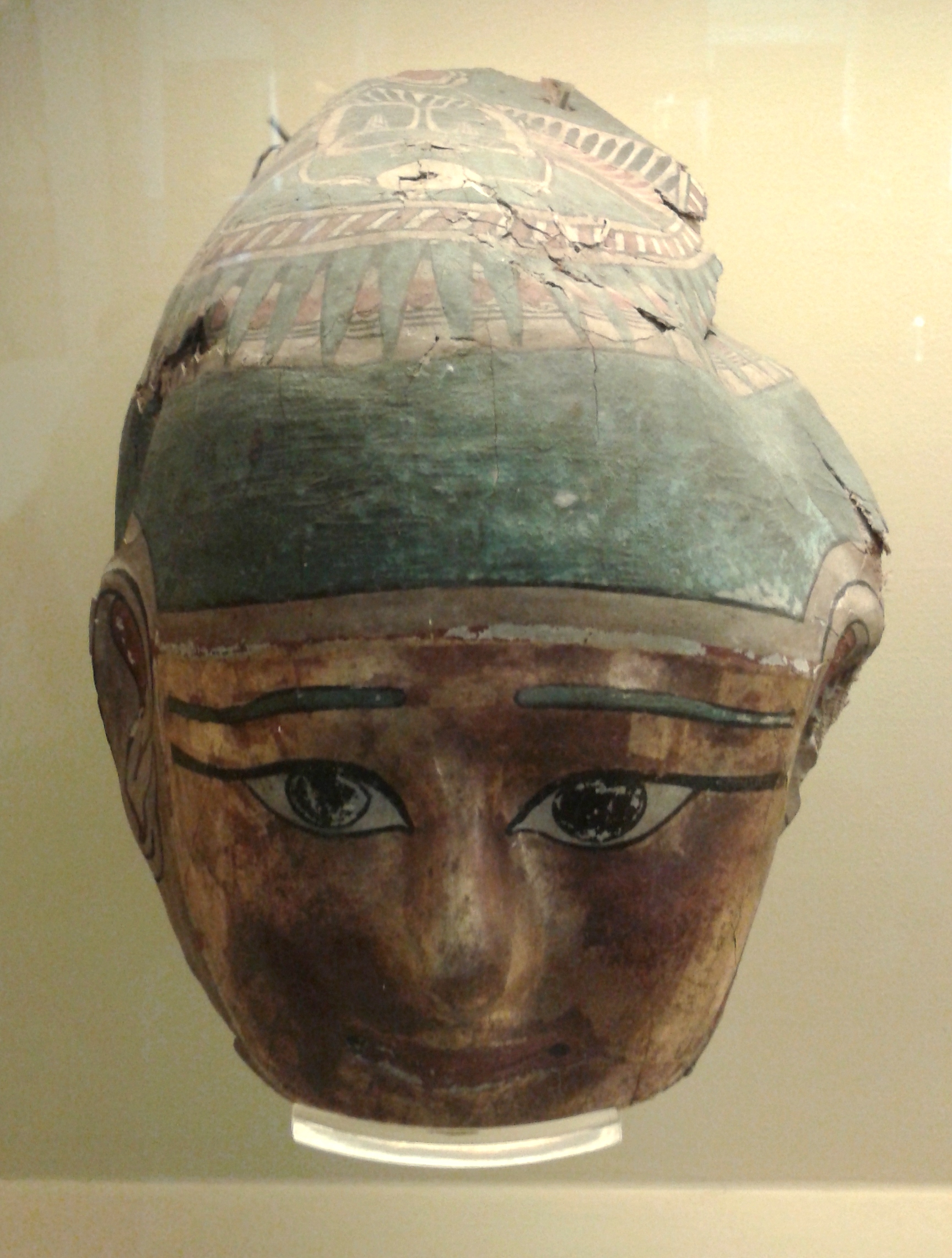
Arany maszk (Ptolemaida-dinasztia, Kr. e. 304 körül)

#### Mediterrán kultúrák

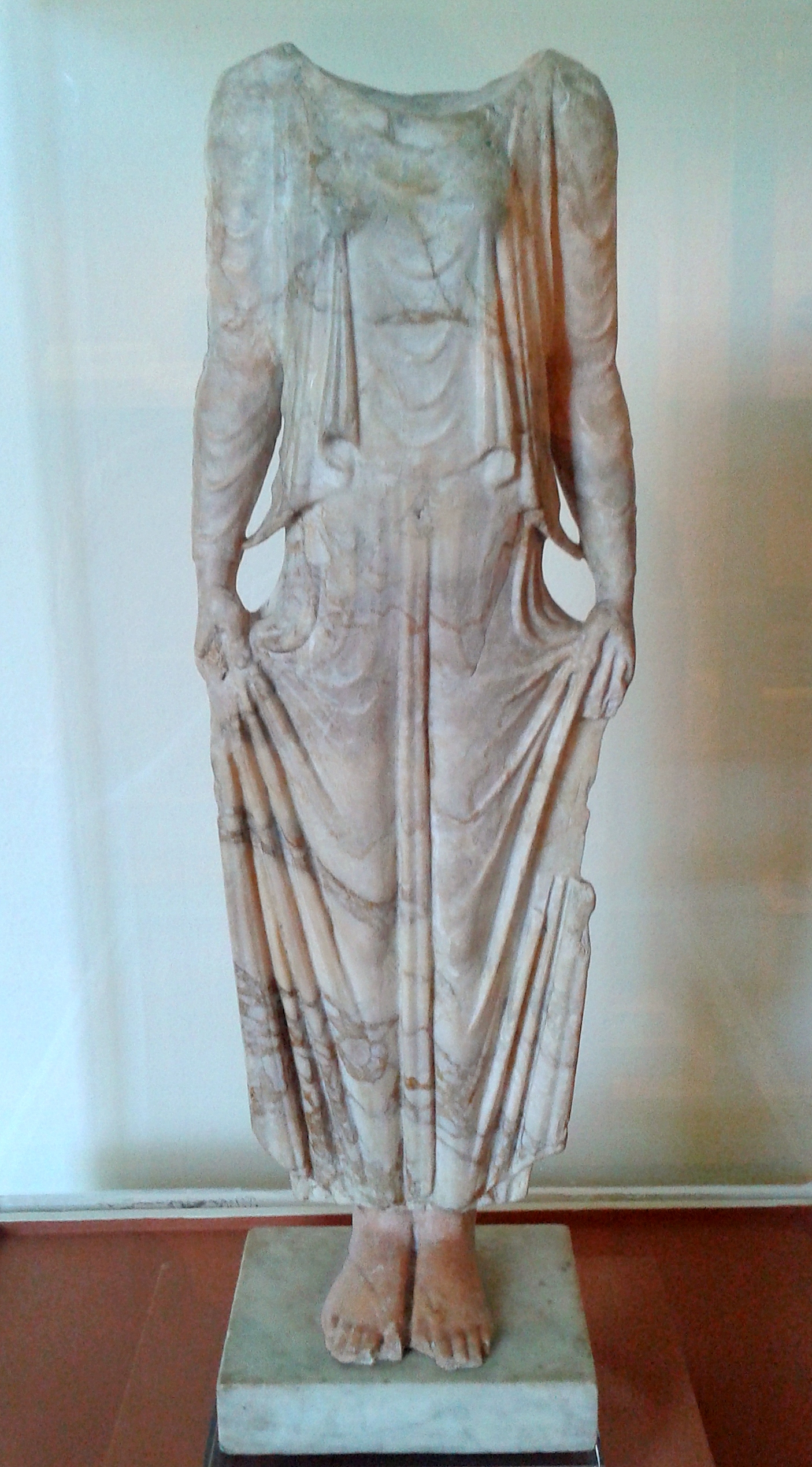
Görög márvány koré (kb. Kr. e. 5. század)

A klasszikus archeológiai gyűjtemény kb. 750, többnyire antik görög, római, etruszk és italióta tárgyból áll, és ez Latin-Amerika legnagyobb ilyen jellegű gyűjteménye. A tárgya többsége Bourbon–Szicíliai Teréz brazil császárné tulajdona volt. A császárné fiatalkora óta érdeklődött a régészet iránt, és amikor II. Péter császárral megkötött távházassága után 1843-ban megérkezett Brazíliába, magával hozott egy Herculaneumban és Pompeiiben kiásott tárgyakból álló gyűjteményt. A tárgyak egy része Caroline Bonaparte, Napóleon legfiatalabb húgának, Joachim Murat feleségének tulajdonában is volt.
II. Ferdinánd nápoly–szicíliai király, Terézia Krisztina Mária bátyja elrendelte a Herculaneumban és Pompeiiben a 18. században megkezdett ásatások folytatását, és a felszínre került tárgyakat a nápolyi Királyi Bourbon Múzeumban helyezték el. Az antik tárgyállomány brazíliai bővítését és egy görög-római régészeti múzeum létrehozását szem előtt tartva, a császárné hivatalos tárgycseréket bonyolított le a Nápolyi Királysággal. A Rio de Janeiró-ba hajón érkező szállítmányokért cserébe brazil bennszülött törzsek tárgyait küldte el Itáliába. A császárné emellett személyesen támogatta egy etruszk régészeti lelőhely, a Rómától mintegy 15 kilométerre északra található Veios ásatásait. Az itt előkerült tárgyak nagy része Brazíliába került. Terézia Krisztina a császárság 1889-es bukásáig és az uralkodói családnak az országból való elűzéséig folyamatosan gazdagította a gyűjteményt.
Ebből a gyűjteményből kiemelkednek a négy Pompeiiból származó, 1. századi freskó. A pompeii Ízisz-templomból származó két freskót tengeri motívumokkal, tengeri sárkánnyal, illetve delfinekkel körülvett csikóhallal díszítették. A másik két freskó növények, állatok és tájképek díszítik, ezek stílusukat tekintve közel állnak a herculaneumi és a Stabiae-i festményekhez. A múzeumban több olyan pompeii tárgy is található, amelyek a korabeli római polgárok mindennapjait mutatták be: ékszerek, tükrök,fibulák, üveg- és bronz tálak, fallikus amulettek, terrakotta mécsesek stb.
A mediterrán cserépgyűjtemény több tucat változatos eredetű, alakzatú, díszítésű és funkciójú tárgyból áll. Több jelentős antik stílus és iskola is képviselve van a Kr. e. 7. századi korinthoszi geometrikus stílustól a korai keresztény római terrakotta amforákig. A kiállított tárgyak között még kratérok, boroskancsók (oinochoé), kantharoszok, kelyhek, merítőedények (kyathos), poharak, léküthoszok, hüdriák és aszkoszok is találhatóak. Jelentősek még a Kr. e. 7.–4. századi etruszk bucchero kerámiák, a Kr. e. 7.–5. századi görög feketealakos vázák, a Kr. e. 4. századi gnátiai edények és az itáliai vörösalakos vázák. Utóbbiak Apulia, Campania, Lucania és Magna Graecia környékéről származnak.
A szoborgyűjteményben számos, az antik világban igen nagyra értékelt terrakotta szobrocska van Tanagra városából, illetve kisméretű etruszk bronzszobrok is megtalálhatóak a múzeumban, utóbbiak harcosokat és női alakokat ábrázolnak. A katonai eszközök között egész vagy részleteikben megmaradt sisakok, kardhüvelyek, buzogányok, bronz kardlapok, melltűk és falérák is fellelhetőek.

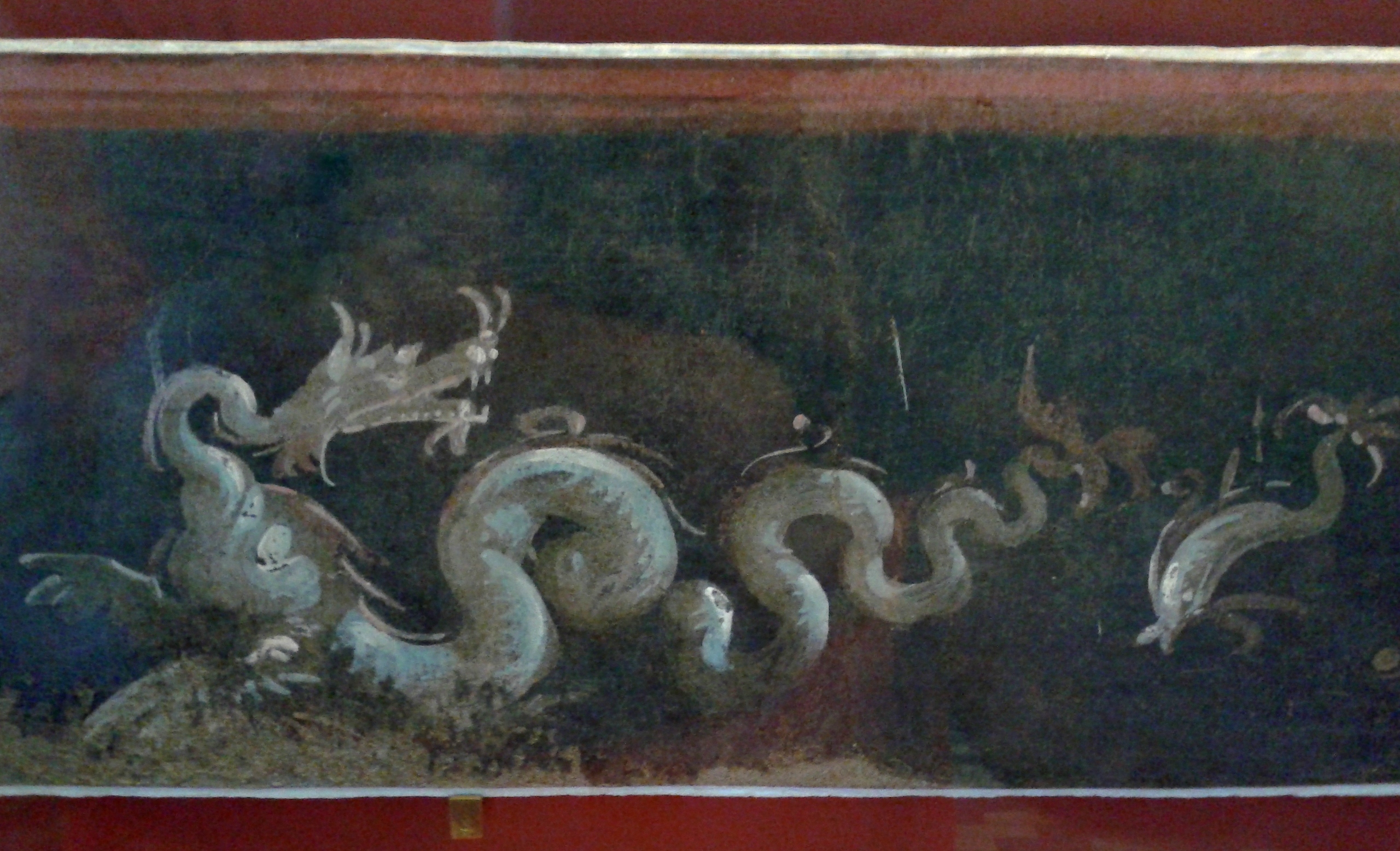
A pompeii Ízisz-templom freskójának részlete tengeri sárkánnyal és delfinnel (1. század)
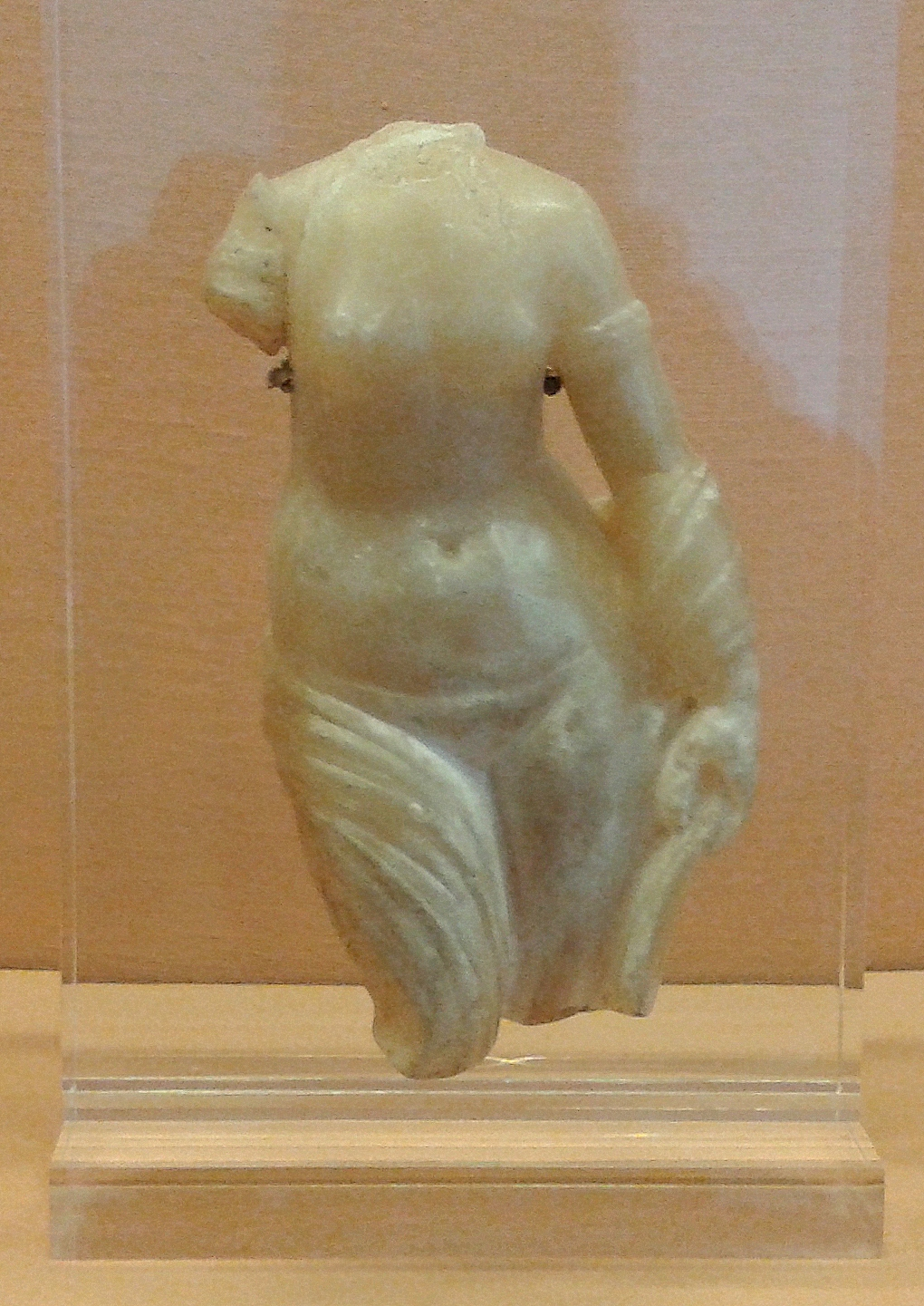
Venus vagy Léda, hellenisztikus alabástromszobor
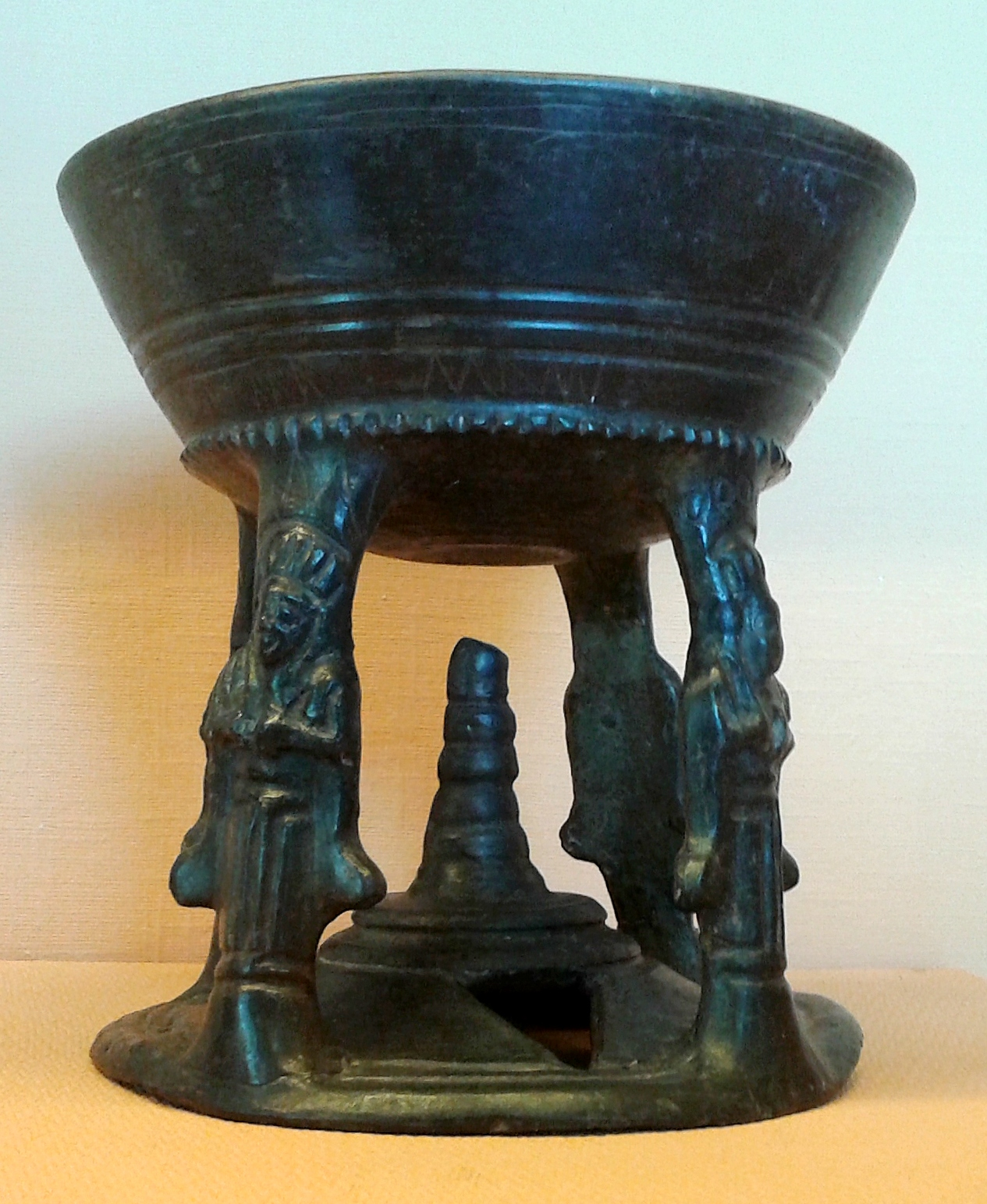
Etruszk kariatidás kehely caryatid (kb. Kr. e. 620–560)
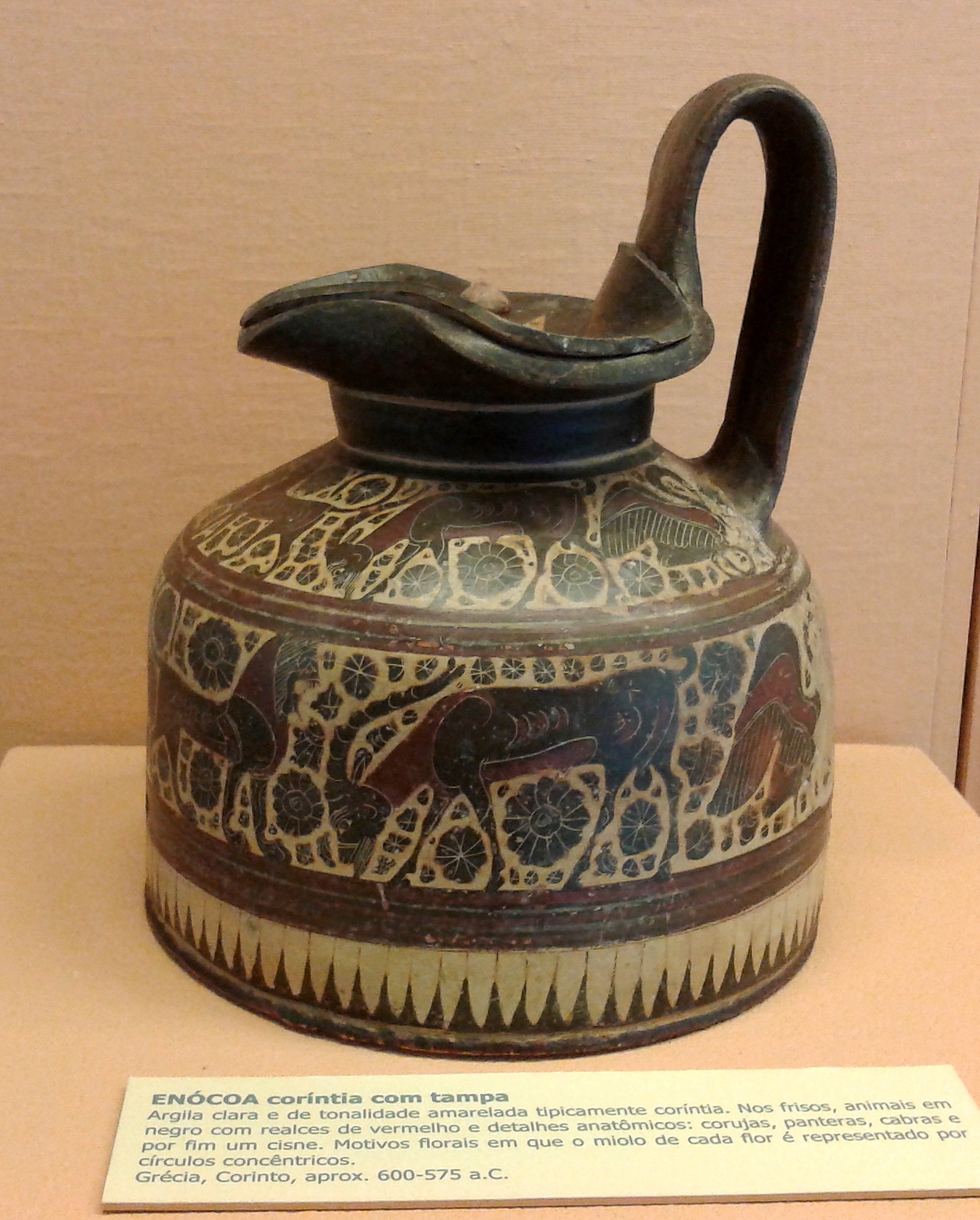
Korinthoszi boroskancsó (kb. Kr. e. 600–575)
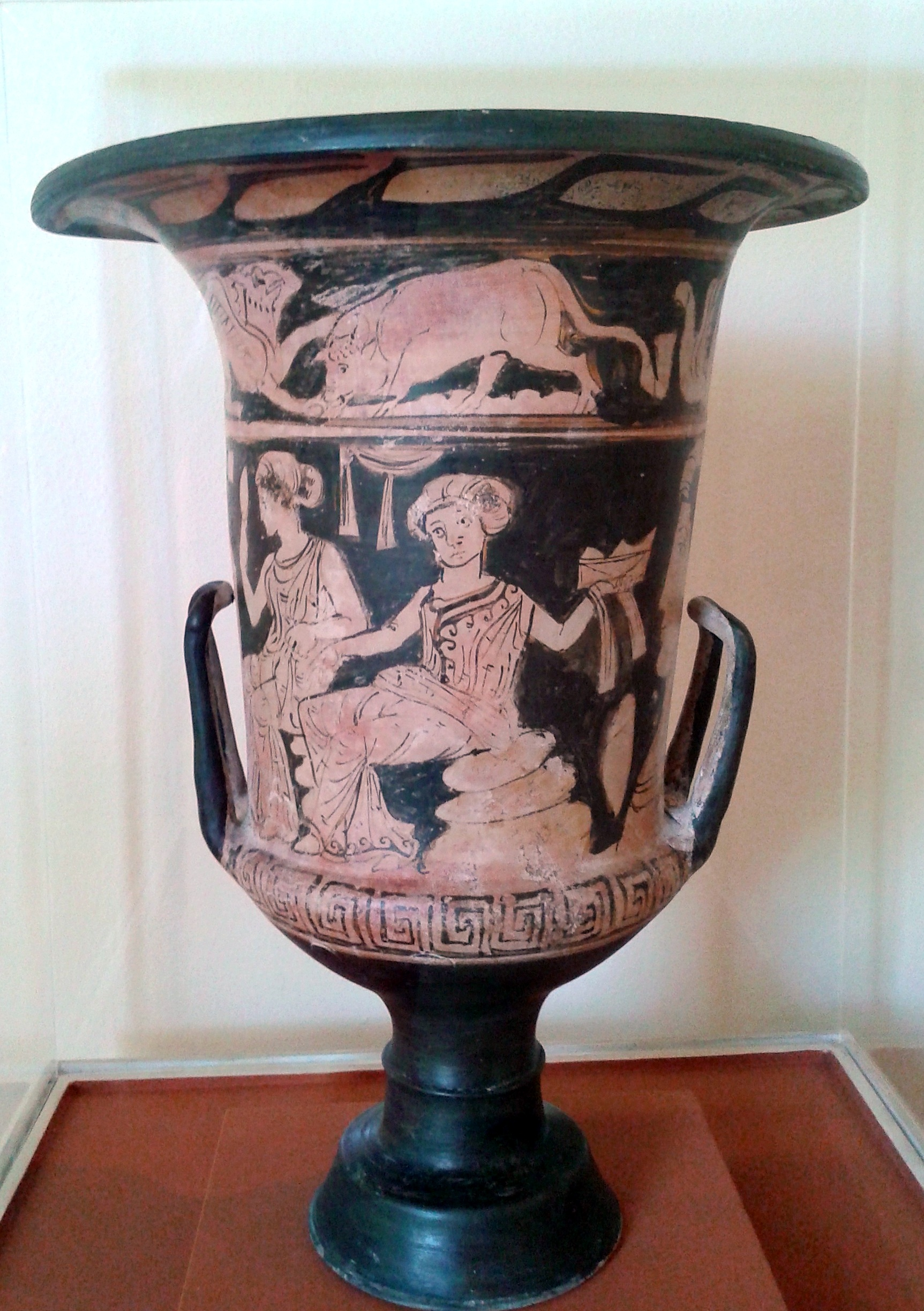
Campaniai vörös alakos kratér (Kr. e. 4. század második fele)

#### Prekolumbiánus régészet

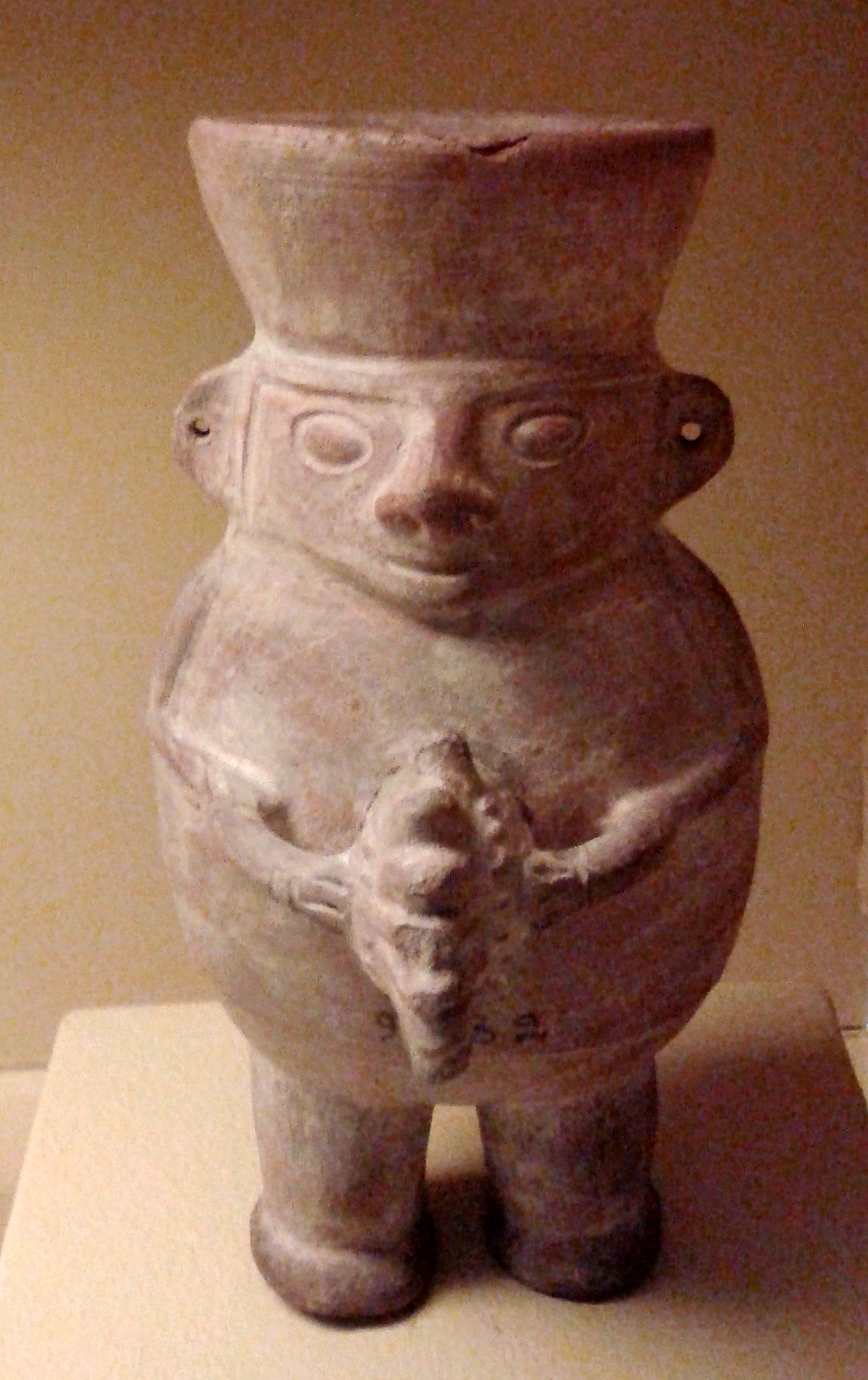
Antropomorf kerámiafigura a perui Wari-kultúrából (Kr. u. 500–1200)

A Brazil Nemzeti Múzeum egy nagyjából 1800 műtárgyból álló fontos gyűjteménynek is otthont ad, amelyeket az amerikai kontinens őslakói készítettek a prekolumbiánus (Kolumbusz előtti) időkben. Ehhez kapcsolódik még néhány andoki múmia is. A 19. század során összegyűjtött anyag nagyrészt a brazil uralkodói család, mindenek előtt II. Péter magángyűjteményéből származik. Ezt később vásárlások, adományozások, cserék és régészeti ásatások által bővítették. A 19. század végére a gyűjtemény jelentős hírnévre és megbecsülésre tett szert, és az 1889-es Antropológiai Kiállításon mint a legnagyobb dél-amerikai régészeti gyűjteményként hivatkoztak rá.
Ez a gyűjtemény főleg a Peruban, Bolíviában, Chilében és Argentínában őshonos andoki kultúrák textiljeit, tollakból készült tárgyait, kerámiáit kőtárgyait foglalja magában. De ezek mellett az amazonasi őserdők (többnyire a mai Venezuela) őslakosainak, illetve a mezoamerikai (a mai Mexikó és Nicaragua) kultúrák tárgyai is fellelhetők ezen a részlegen. A gyűjteményben a prekolumbiánus kultúrák mindennapjait, társadalmát, vallását és képanyagát lehet megtekinteni. A hétköznapi tárgyak (öltözetek, testékszerek, fegyverek) mellett művészi megformáltságú tárgyak (hangszerek, rituális tárgyak, szobrok) is láthatóak a gyűjteményben. Az európai hódítás előtti korszak kereskedelmi dinamikáját, a különböző tanok terjedését és a kulturális kölcsönhatásokat is megjeleníti a kiállítás.

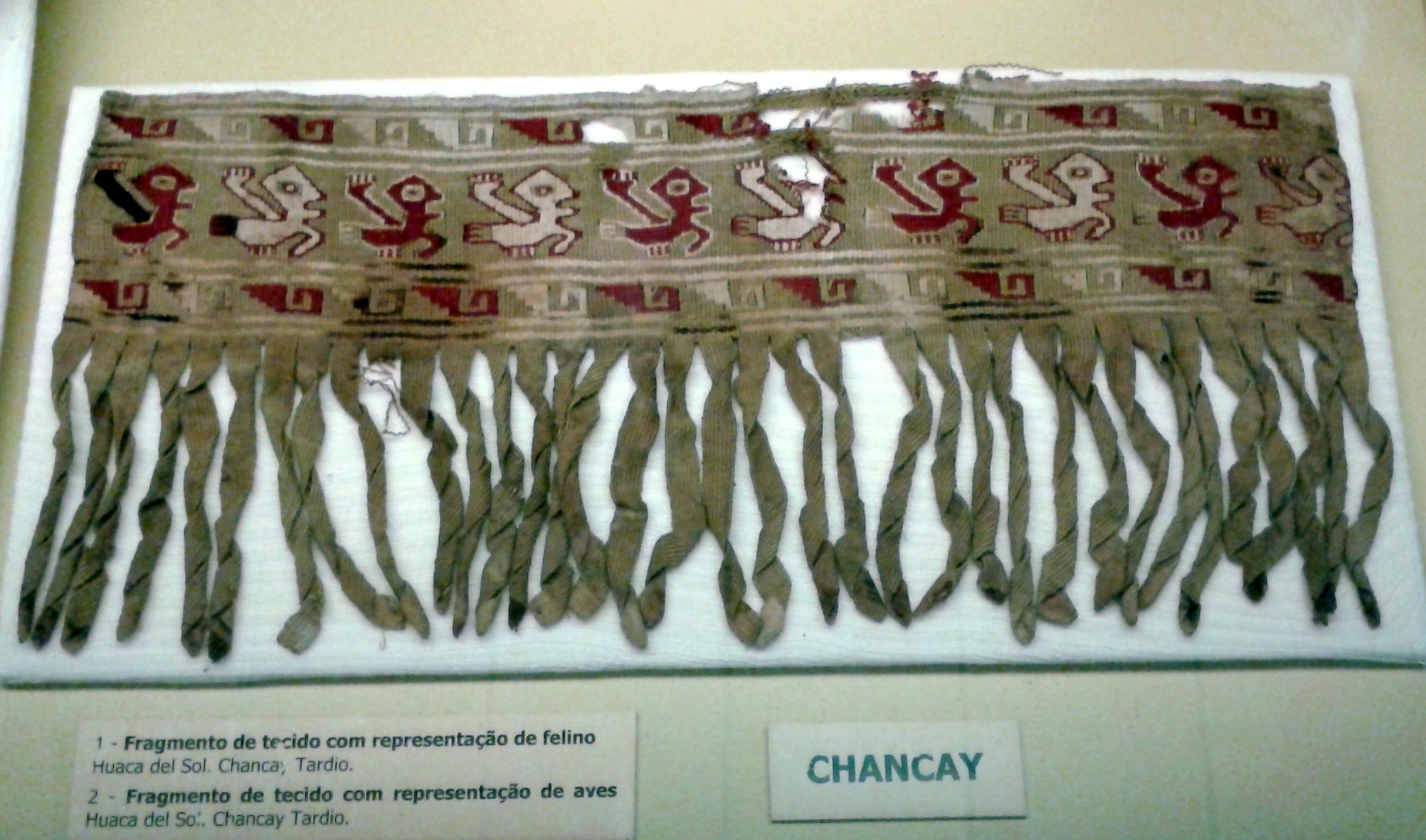
Madárábrázolásos textilrészlet a perui Chancay-kultúrából. (Huaca del Sol, kb. Kr. u. 1200–1400)

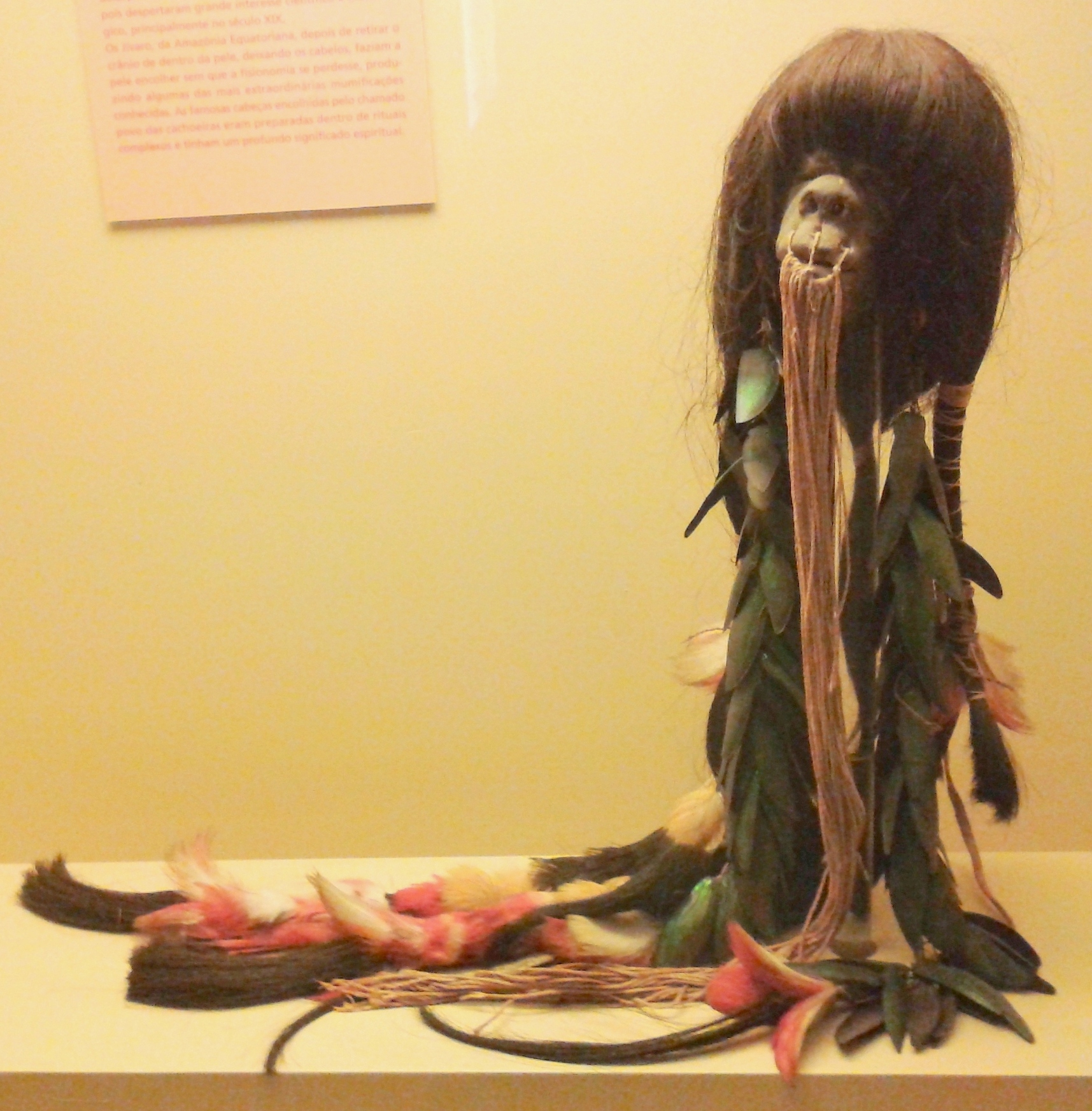
Mumifikált zsugorított fej a jivaro törzstől

A múzeumban az andoki kultúrák között bemutatásra kerül a Nazca-kultúra, amely a Kr. e. 1. századtól Kr. u. 800-ig létezett Peru partjainak déli részén. A Brazil Nemzeti Múzeumban állatokat (főleg lámákat), képzeletbeli lényeket, növényeket és mértani alakzatokat ábrázoló nazca textíliákat őriznek. A Peru északi részén virágzó mocsikák civilizációja (1.-8. század) hatalmas építményeket hozott létre (templomok, emlékművek, piramisok), és ezeket a múzeumban magas technikai és művészi tudással készült zoomorf, antropomorf és gömbölyű kerámiák, illetve aranyműves tárgyak szemléltetik. Az Andok déli és középső részét az 5. századtól benépesítő Wari-kultúrát antropomorf kerámiák és textilrészletek mutatják be. A 8. században Peru Lambayeque régiójában felemelkedő Sicán-kultúra (vagy Lambayeque-kultúra) a gyűjteményben textíliák, fazekas- és fémtárgyak által kerül megjelenítésre. A perui Moche folyó völgyében a 10. századtól virágzó Chimú-kultúra a gyűjteményt zoomorf és antropomorf, fekete, égetéses technikával készült kerámiákkal, illetve különböző motívumokkal díszített textíliákkal gazdagította. A kb. 1000 és 1470 között, a Chancay és Chillon folyók völgyeiben fennálló Chancay-kultúrából a jellemzően sötét alapszínű, világos agyagmázzal és barna festékkel díszített antropomorf kerámiák, illetve kifinomult, állatokat és zöldségeket ábrázoló textíliák (pl. egy 3 méter hosszú palást) vannak a múzeum tulajdonában. Nem utolsósorban pedig az inka civilizáció tárgyi emlékei is képviselve vannak: arany, ezüst és réz keverékéből készült mértani mintákkal, apró ember- és lámaábrázolásokkal díszített figuratív kerámiák, szertartási öltözetek, tolldíszek, kipuk, palástok, tunikák és egyéb textíliák találhatóak a múzeum gyűjteményében.
A múzeum andoki múmiakollekciója betekintést enged a régió kultúráinak temetkezési szokásaiba. Ezek vagy természetes módon, az Andok kedvező földrajzi és klimatikus viszonyainak, vagy vallási szertartások keretében elvégzett mesterséges tartósításnak köszönhetően maradtak meg. Az Atacama-sivatagban található Chiu Chiu-ból származik az a férfi múmia, melynek korát 3400-4700 évre becsülik. Az ülő pozícióban, fejét a térdein pihentető múmián gyapjúsapka található. A sivatag hideg éghajlati viszonyai miatt ez volt az atacamai kultúrákra jellemző alvó póz, ugyanakkor ilyen módon temették el a halottakat és azok tárgyait is. A gyűjtemény egy másik múmiáját a Titicaca-tó környékén találtak. Az ajmara férfi is az előbbihez hasonló pózban található, de egyfajta temetkezési zsákba van bebugyolálva. A gyűjteményben még egy fiú múmiája is található, amelyet a chilei kormány adományozott a múzeumnak. Más múmiák pedig jól szemléltetik a prekolumbiánus kultúrák mesterséges mumifikáló eljárásait, így a jivaro indiánok rituális fejzsugorító technikáját is.

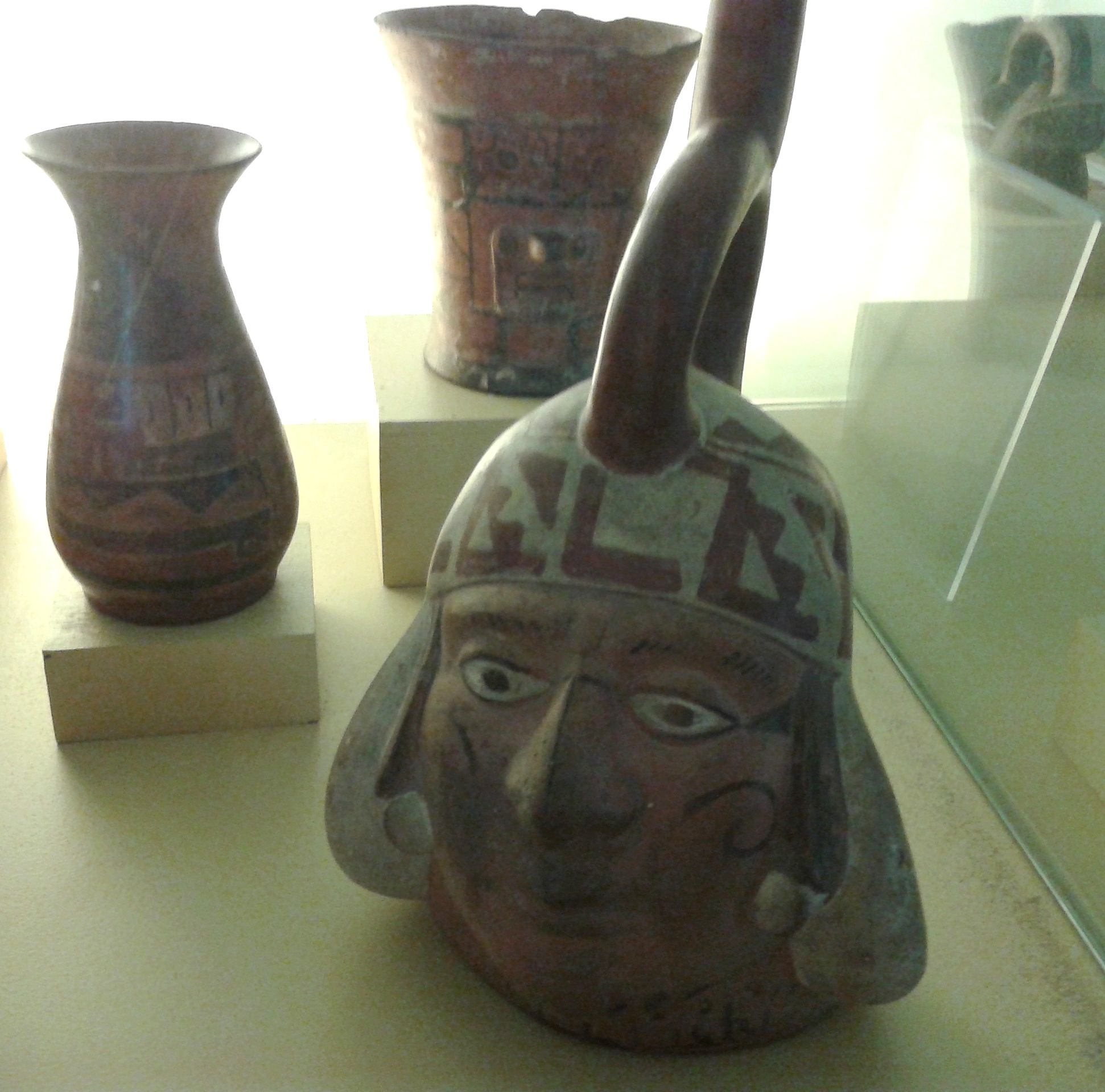
A mocsikák fejformájú edénye (Kr. e. 100–Kr. u. 800 körül)
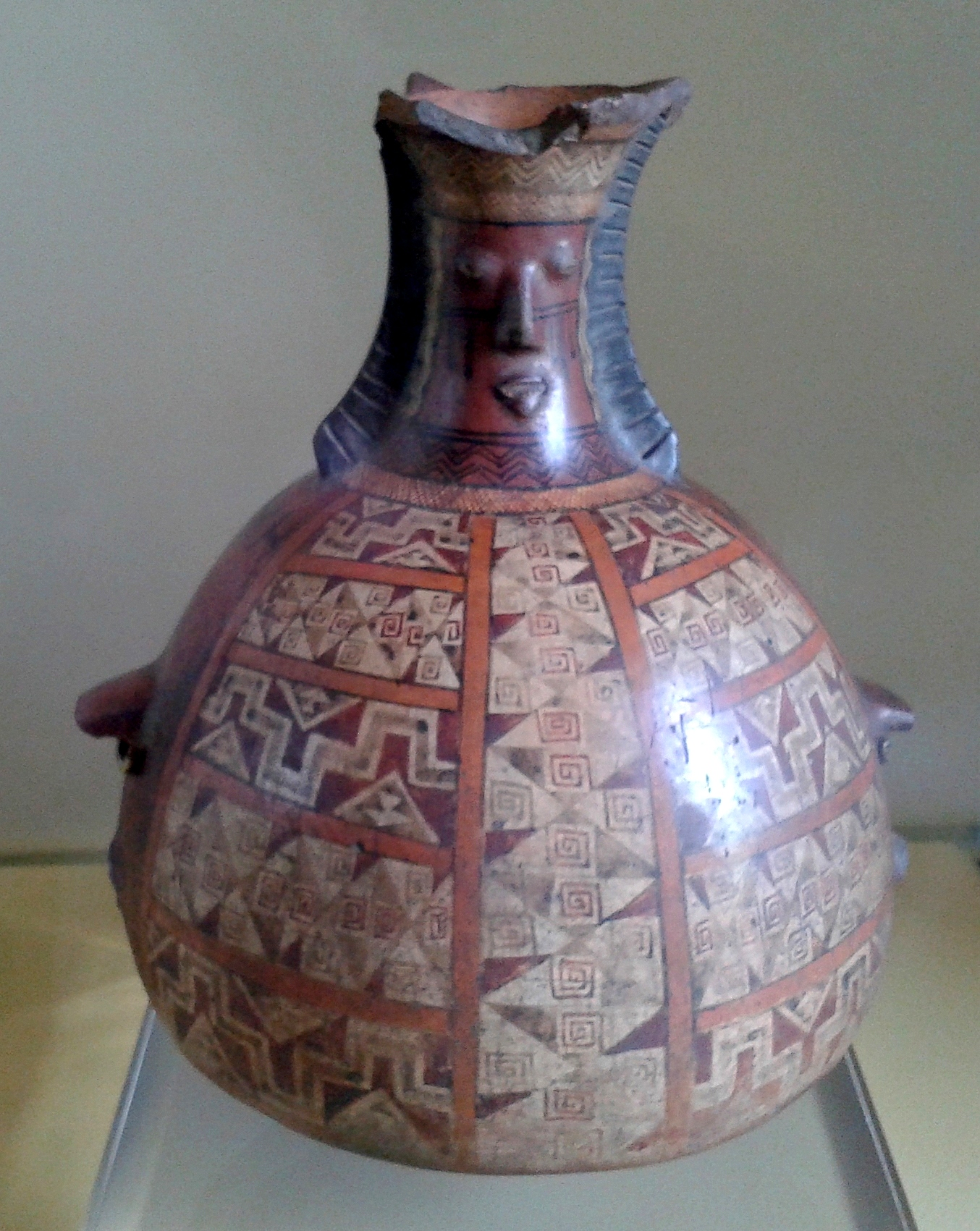
Inka kerámia (1430–1532 körül)
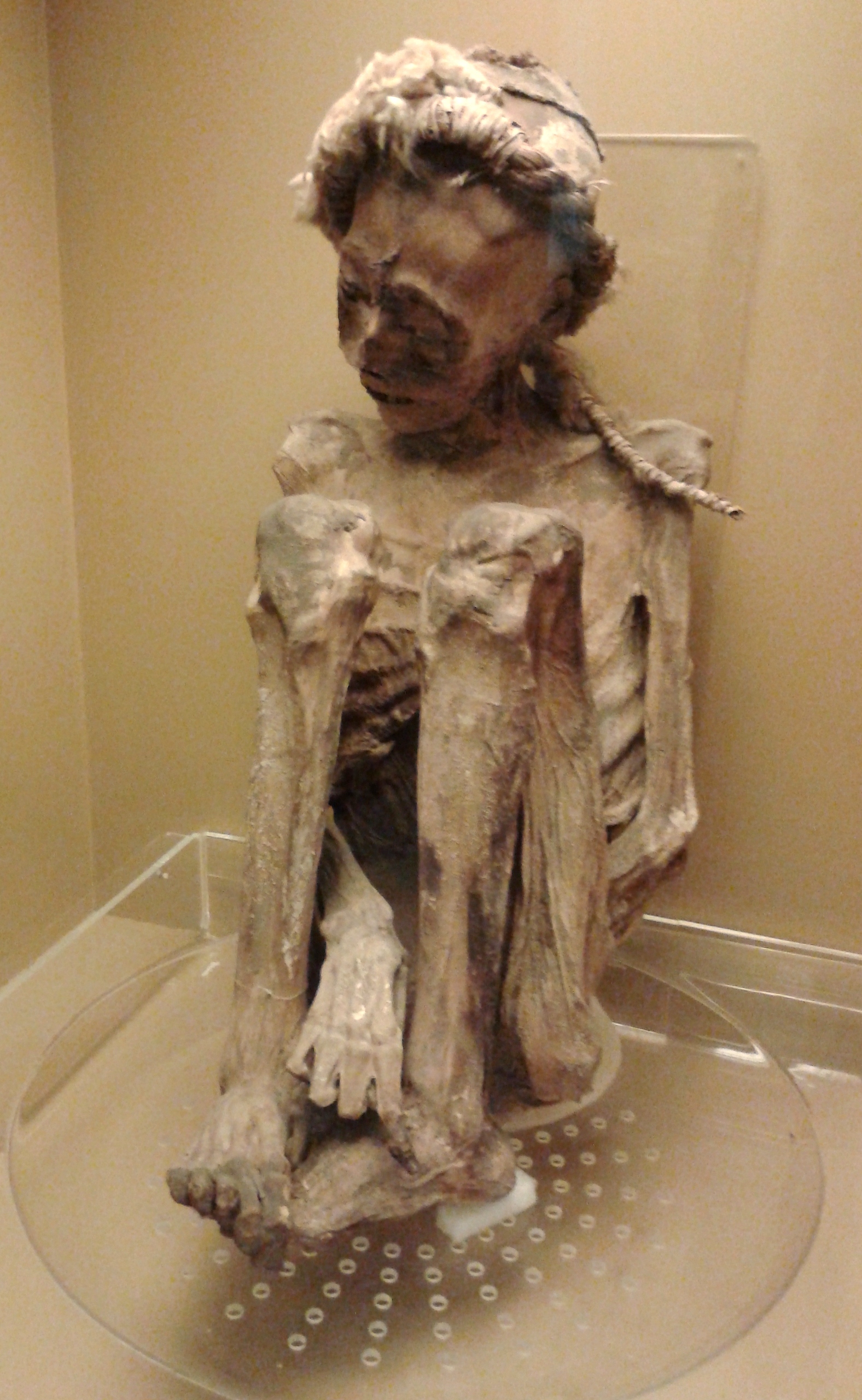
Egy atacamai férfi múmiája
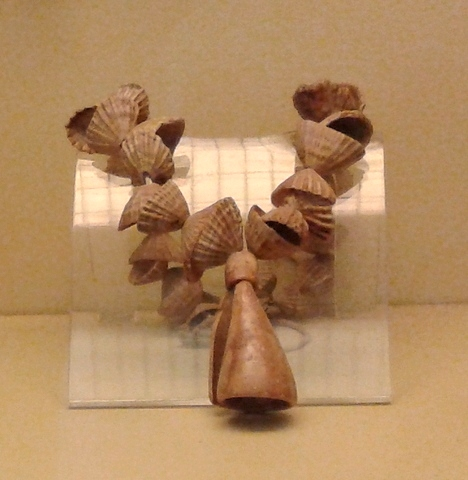
Prekolumbiánus nyakék

#### Brazil régészet

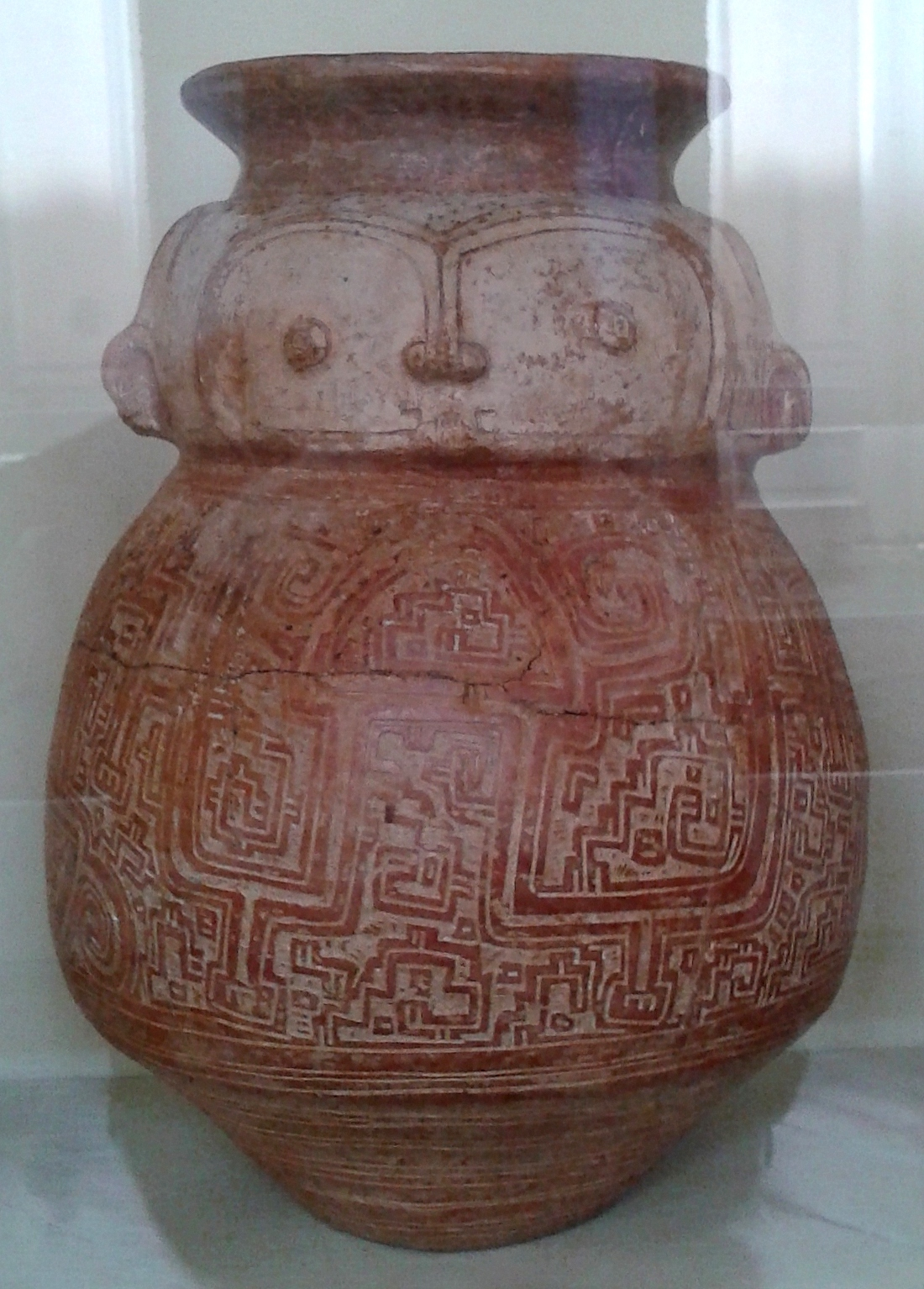
Antropomorf temetkezési urna a marajoara kultúrából (400–1400 közötti időszakból)

A brazil régészeti gyűjteményben a gyarmatosító korszak előtt, a mai Brazília területén virágzó kultúrák emlékét őrzi a több mint 90 000 műtárgy. Ez számít a legnagyobb ilyen jellegű gyűjteménynek világszerte, és a kora 19. századtól fokozatosan bővült, 1867-től napjainkig pedig szisztematikusan kezdték gyűjteni ezeket a tárgyakat. Az ásatások, vásárlások és adományozások révén bővülő gyűjtemény számos, a múzeum és az azt működtető egyetem, illetve más intézmények által vezetett tudományos kutatásnak képezte az alapját. A Brazília minden régiójából származó tárgyak egy több mint 10 000 éves korszakot fednek le.
Az ország területének legrégebbi lakóitól, a földművelő és vadászó-gyűjtögető csoportoktól is több lelet van a múzeum birtokában. Ezek kőből (kovakő, kvarc és egyéb ásványok) és csontokból készült vadásztárgyak, fafaragásra és tárgykészítésre használt, csiszolt kőből készült fejszeélek, illetve szertartási- és dísztárgyak. A korabeli fából, rostból és gyantából készült tárgyak nem állták ki az idő próbáját, így a múzeumban csak néhány ilyen található, mint pl. egy gyantával bevont szalmakosár Brazília déli partvidékéről.
A 8000 évvel ezelőtt és a korai keresztény korszak között Brazília déli-középső partvidékén élő, gyűjtögető és halászó közösségek, a Sambaqui-kultúra tárgyi emlékeiből is számosat őriz a múzeum. Ez a kultúra nagyrészt kagylóhéjakból álló szeméthalmokat, úgynevezett sambaquiseket hagyott az utókorra. Két ilyen sambaquis, emberi csontváz-maradványok, illetve használati eszközök (edények, tálak, mozsártörők és kőbe vájt mozsarak), rituális tárgyak (fogadalmi szobrocskák) találhatóak a gyűjteményben. Ezek közül a legkiemelkedőbbek az állatokat (halak, madarak) és embereket ábrázoló kőfaragványok.
A gyűjteményben sok temetési urna, csörgő, edény, ruházat, amulett és kerámia tárgy található a gyarmatosítás előtti Brazília számos kultúrájából. A gyűjteményben legátfogóbban megjelenített csoportok:
- Marajoara kultúra, amely a Marajó szigeten, az Amazonas torkolatában virágzott az 5. és 15. századok között. Ez a gyarmatosítás előtti Brazília legmagasabb társadalmi komplexitást elérő csoportjának számított. A múzeum gazdag marajoara kerámiagyűjteménye jól érzékelteti az alkotók kifinomult művészi és esztétikai érzékét: változatos geometrikus (szimmetrikus, ismétlődő, páros stb. elemek) és figuratív alakzatok (emberek, állatok), amelyeket főleg kimetszéses technikával hoztak létre. A kerámiatárgyak nagyobbrészt ceremoniális célt szolgáltak, temetéseken, átmeneti rítusokon használták. Kiemelkednek ezek közül az antropomorf szobrocskák (a marajoara kultúrára jellemző fallosz-alakú női szobrocskák, amelyek egyesítik a férfi és női princípiumokat), a nagy temetési urnák, geometrikus díszítésű antropomorf edények, rituális ágyékkötők, zoomorf-, antropomorf és hibrid edények stb.[54]
- Santarém kultúra (vagy Tapajós kultúra), amely a Tapajós folyó környékén, a mai Pará állam területén virágzott az 5. és 15. századok között. A sajátságos és magas technikai szinten előállított kerámiáiról ismert civilizáció többfajta módszerrel (formázás, kimetszés, pontozott vonalak, applique-módszer) dolgozott és olyan esztétikai jegyeket is felhasznált, amely a mezoamerikai kultúrák hatását tükrözték. Kiemelkedőek a naturalista antropomorf szobrocskák (jellemzően csukott, kávébab alakú szemek), az emberi és állati motívumos edények, amelyeket ceremóniákon használtak, és mindenek előtt az ú.n. kariatidás edények (állatokkal, emberi alakokkal és kitalált lényekkel díszített palacknyakkal, domborművekkel és piedesztállal). A múzeum birtokában van ezek mellett néhány muiraquitã is, amelyek apró, zöld drágakövekbe faragott szobrocskák, amelyek főleg békát ábrázolnak, és díszítő, illetve amulett funkciójuk volt.[54]

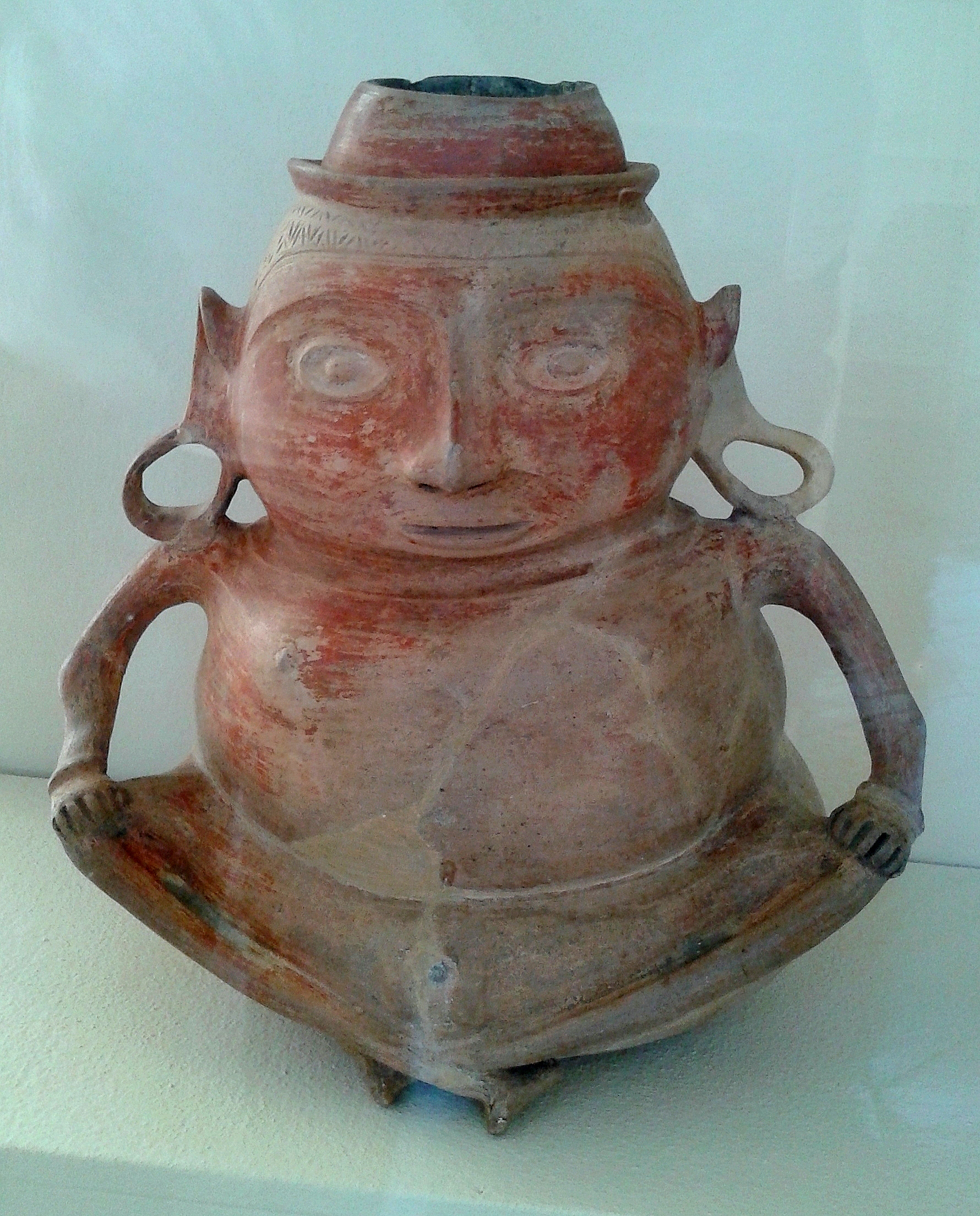
Ülő embert ábrázoló antropomorf edény a Santarém-kultúrából (1000–1400 körül)

- A Trombetas és Nhamundá közén fennálló Konduri kultúra, amely a 7. században ért fejlődésének csúcsára, majd a 15. században hanyatlani kezdett. Bár ez a kultúra szoros kapcsolatban volt a Santarém kultúrával, jellegzetes és egyedi tárgykultúrával rendelkezett. A múzeum gyűjteménye kimetszéses és pontozásos technikával díszített kerámiákból áll, melyeken polikróm domborművek állati és emberi alakzatokat jelenítenek meg.[55]
- Trombetas folyami kultúra, amely Pará államban, az Amazonas alsó folyása, Santarém környékén létezett. Ez, a még nagyrészt feltáratlan kultúra a csiszolt kövekbe faragott tárgyairól ismert, amelyek egyes elemekben hasonlóságot mutatnak a mezoamerikai kultúrákkal. A múzeumban ceremoniális kőtárgyak, illetve emberalakos, halas és jaguáros ábrázolásokkal díszített kőtárgyak találhatóak.[56]
- Az Itacoatiara és Manaus között, az Amazonas bal partján a 9. és 15. század között fennálló miracanguera kultúra több tárgya is megtalálható a múzeumban. A gyűjteményben  ceremoniális kerámiák, főleg antropomorf temetési urnák és temetési rítusokhoz használt edények találhatóak. A miracanguera fazekasság jellemzője a tabatinga réteg (agyag és szerves anyagok keveréke) és a festett geometrikus motívumok használata. Gyakori az ülő ember ábrázolása, melyen külön hangsúlyt kapnak a lábak.[57]

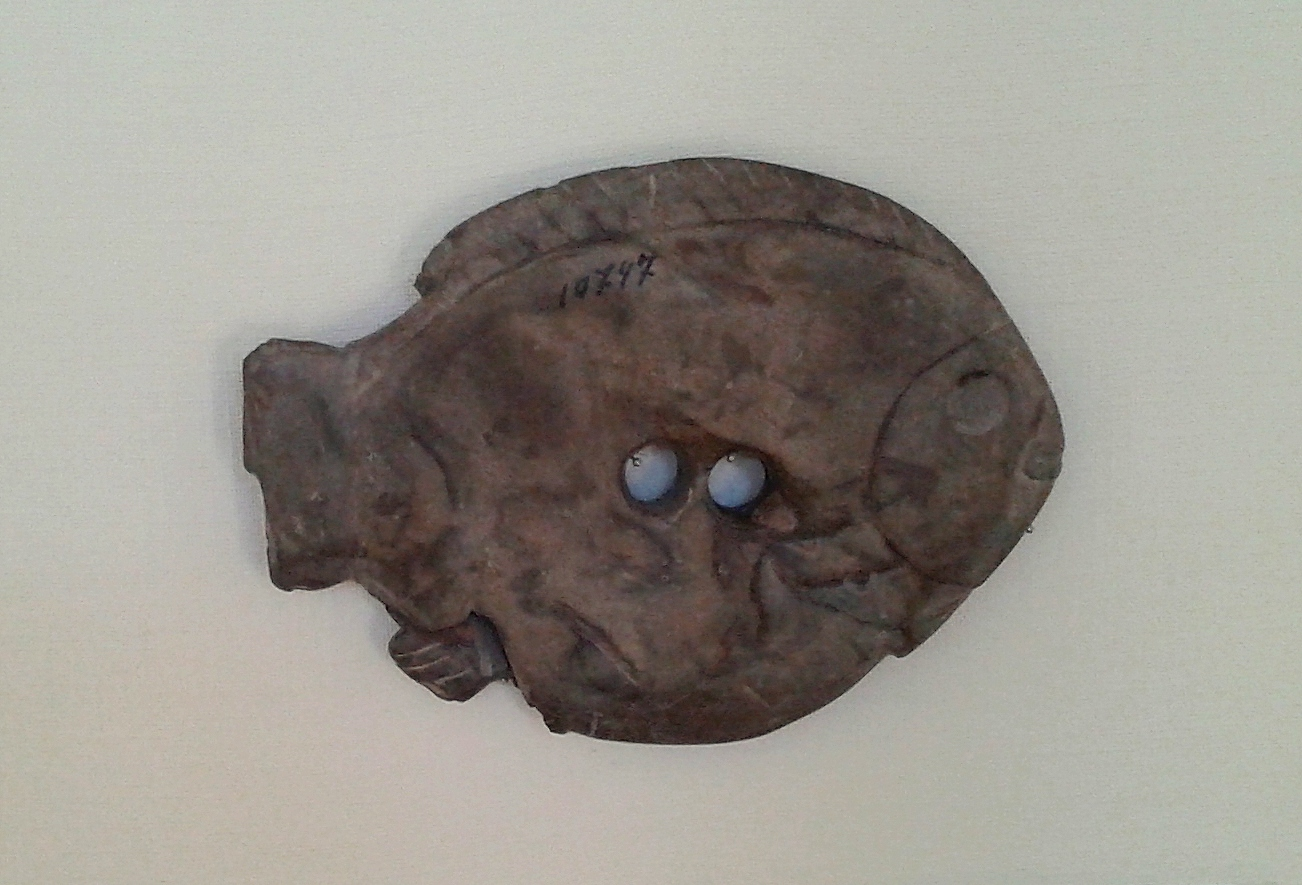
Trombetas folyami kultúra - hal alakú tárgy

- Maracá kultúra, amely a 15. és 18. századokban létezett az Amapá régióban. Ezt a gyűjteményben jellegzetes, férfi és női alakokat hieratikus pozícióban ábrázoló, fej alakú fedéllel rendelkező temetkezési urnák, illetve négylábú állatok alakjára formázott temetkezési urnák alkotják, amelyek a Maracá folyó peremvidékén levő temetkezési helyekről származnak. A maracá kerámiákat sok esetben mértani mintákkal, illetve fehér, sárga, piros és fekete pigmentekkel díszítették. Az alakok díszítései az elhunyt társadalmi szerepét jelezték.[58]
- Tupi-Guaraní kultúra, amely a portugálok 16. századi érkezése idején népesítette be Brazília partvidékét. Ez két nagyobb csoportra oszlott, a tupinambák (Brazília északi, északkeleti és délkeleti régiói) és a guaraník (déli régió és Argentína, Paraguay, illetve Uruguay egyes részei) csoportjára. A gyűjtemény főleg kerámiákból és kőből készült hétköznapi (pl. sütőedények, tálak, kannák, edények), illetve rituális (pl. temetkezési urnák) tárgyakból áll. A tupi-guaraní fazekasság alkotásait a színes (vörös, fekete, fehér) pigmentek használata és a mértani, illetve görbe díszítőformák használata jellemzi.[59]

A Nemzeti Múzeumban található a legrégebbi, Brazília területén megtalált múmia is. A gyűjteményben egy kb. 25 éves nő és két gyermek mumifikált teste található. Az egyik - becslések szerint 12 hónapos - gyermek a nő lábánál bebugyolálva, a másik - egy ugyancsak lepelbe bugyolált újszülött - a nő fejénél helyezkedik el. Ez a mumifikált leletegyüttes valószínűleg az aimoré (vagy botocudos) népcsoporttól maradt fent. A leletet a Minas Gerais-i Caverna da Babilônia üregben, Maria José de Santana birtokán találták Rio Novo közelében. A tulajdonos II. Péter császárnak adományozta a múmiákat, ezért az uralkodó a Santana bárónője címmel jutalmazta őt.

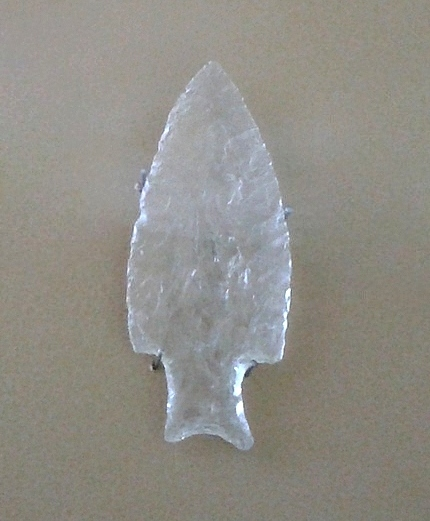
Vadászó-gyűjtögető nép hajítófegyverének hegye
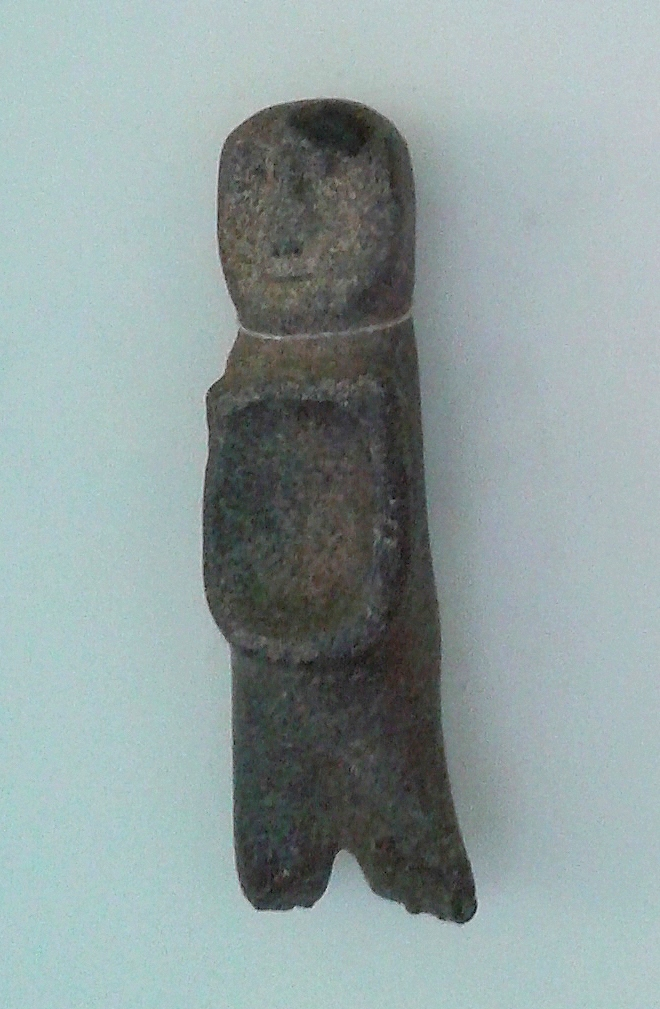
A Sambaqui-kultúra embert ábrázoló szobrocskája
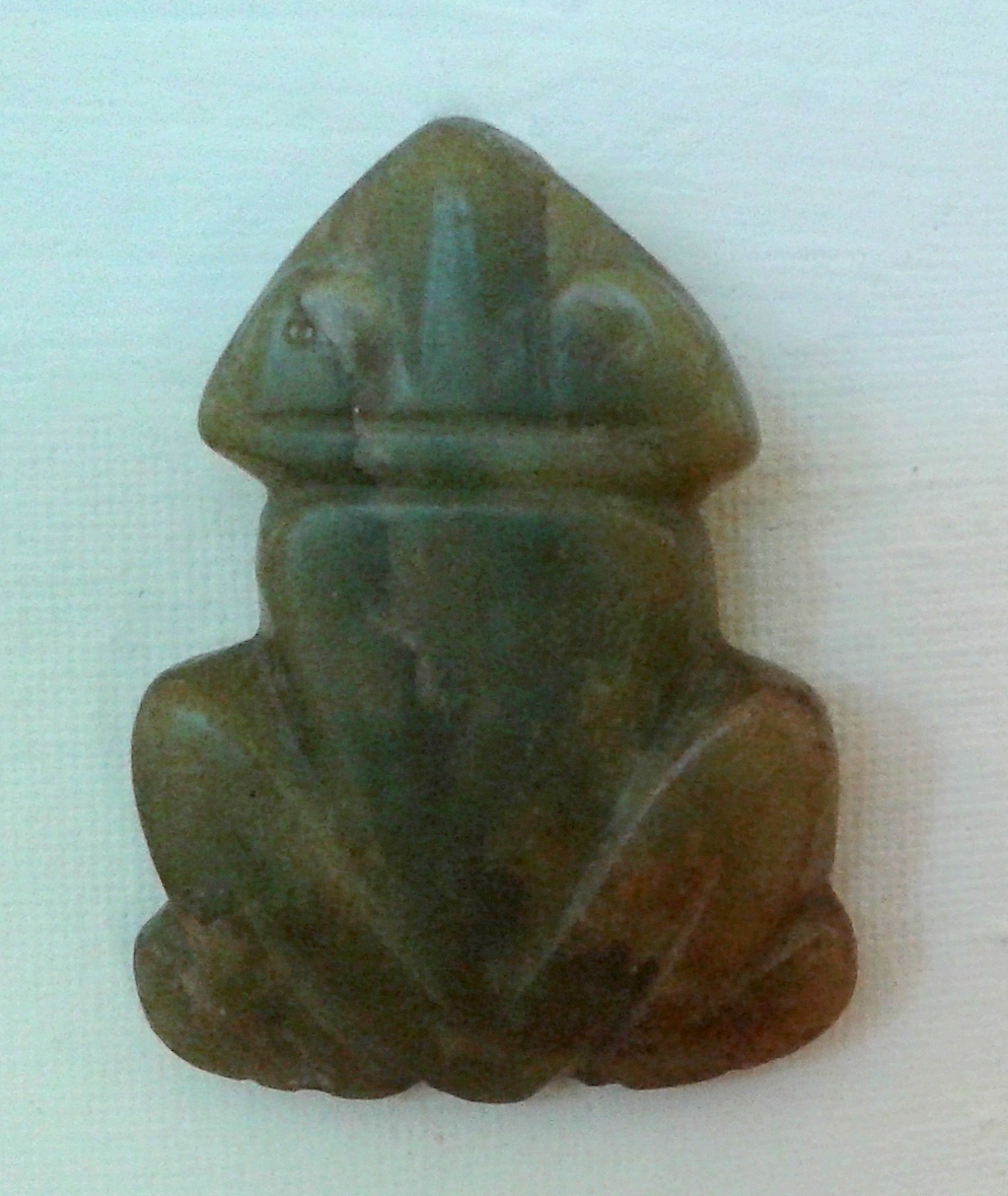
A Santarém-kultúra béka alakú muiraquitã-ja (1000–1400 körül)
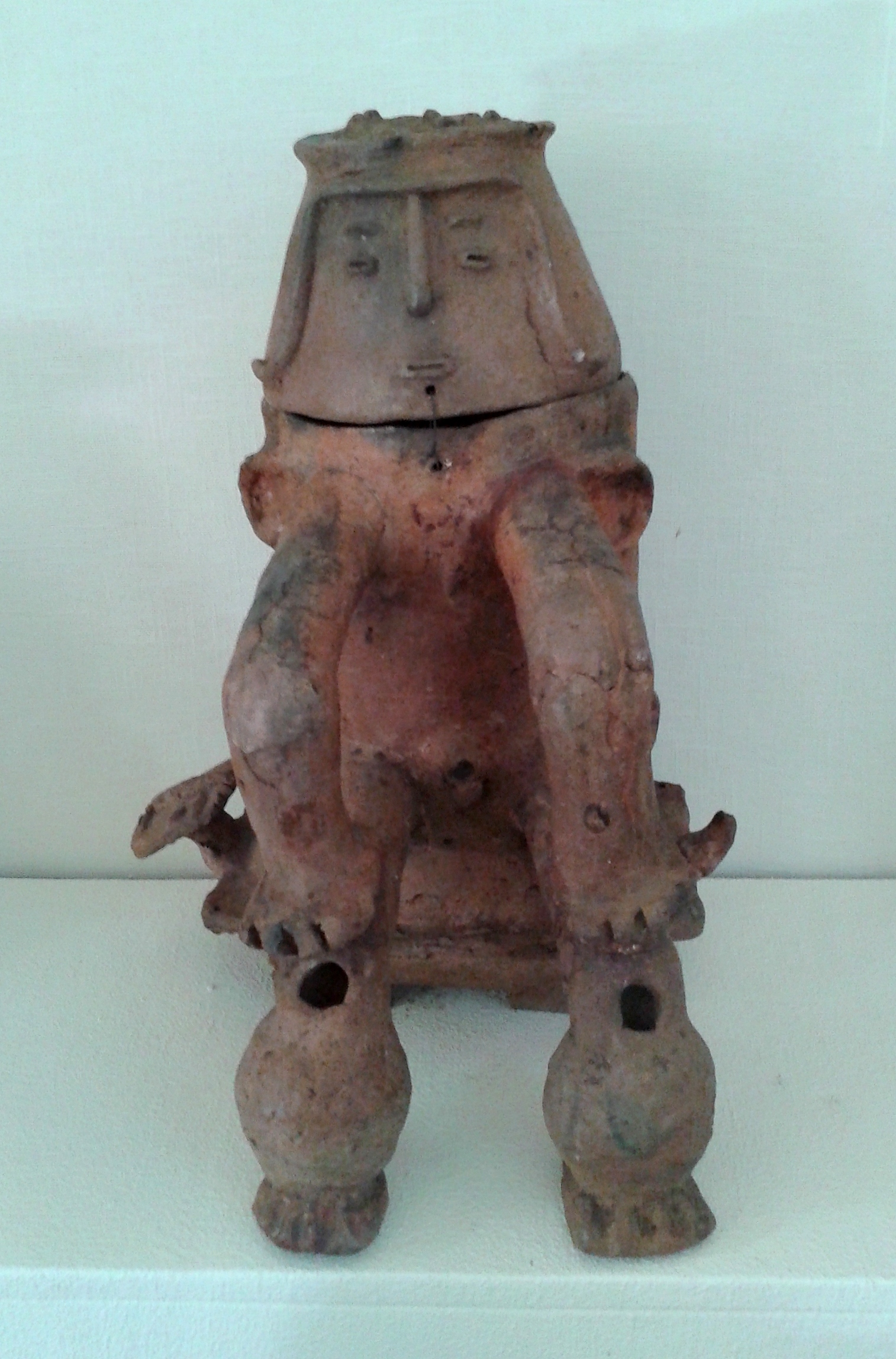
A Maracá-kultúra antropomorf temetkezési urnája (1000–1500 körül)
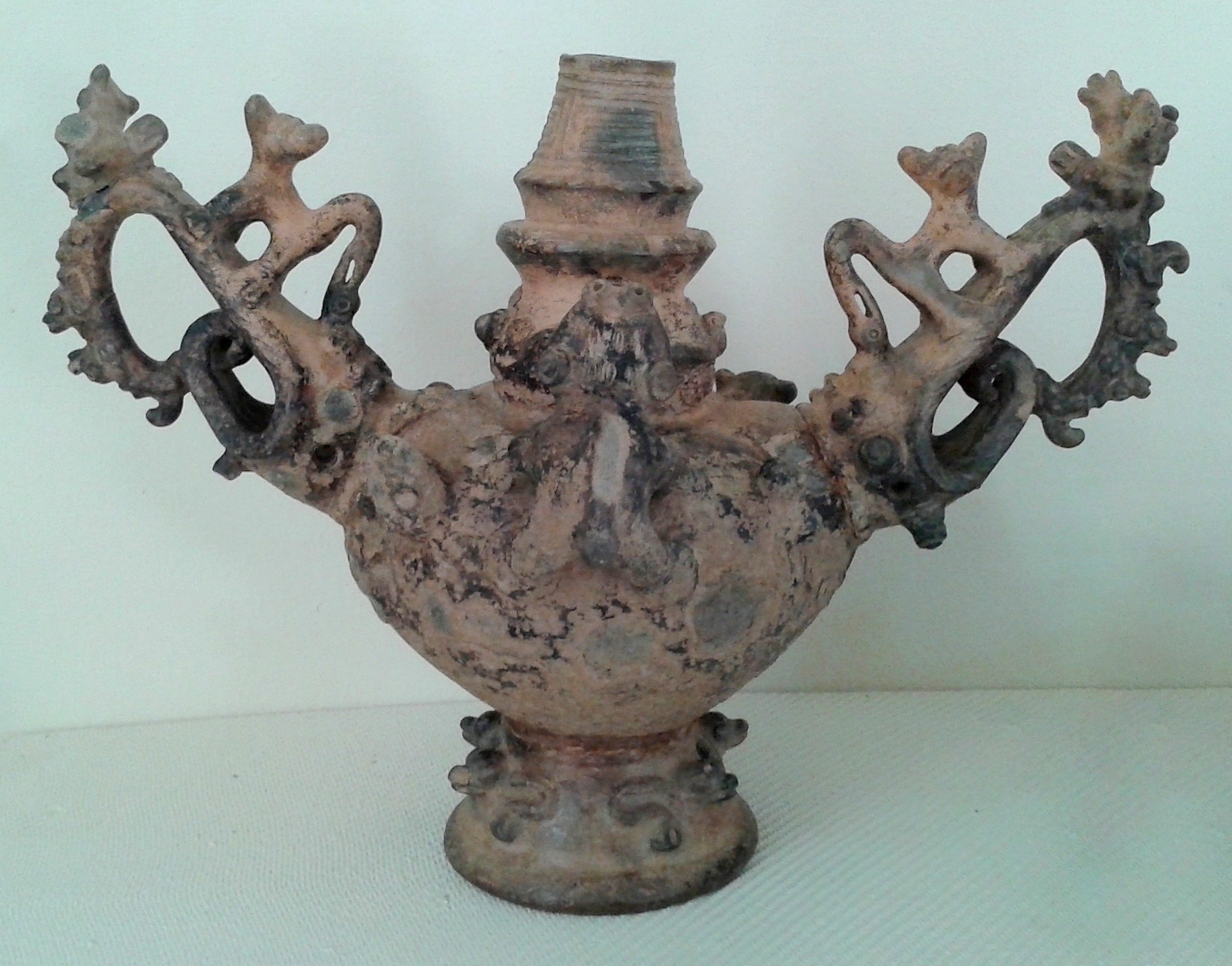
Kerámia a Santarém-kultúrából (1000–1400 körül)